# Subaru Forester
Der Subaru Forester ist ein Sport Utility Vehicle (SUV) der japanischen Automobilmarke Subaru. Die Bezeichnung „Forester“ bedeutet auf Deutsch so viel wie Förster oder Waldarbeiter.
Mit einer Bodenfreiheit von mindestens 19 cm und permanenten Allradantrieb sind alle Generationen des Fahrzeuges für leichtes Gelände geeignet. Zusätzlich verfügen ausstattungsabhänig die Versionen mit Schaltgetriebe über ein Vorgelegegetriebe mit Geländeuntersetzung.
Wie bei Subaru üblich, wird auch der Forester von einem Boxermotor angetrieben. Die Automobilpresse beschreibt die Fahreigenschaften des Forester als ausgewogen, agil und gutmütig. Bei Langzeittests, in TÜV-Berichten und Kundenzufriedenheitsstudien belegt der Subaru Forester stets vordere Plätze.

## Typ SF (1997–2002)
Im August 1997 kam die erste Forester-Generation in Deutschland auf den Markt. Das Fahrzeug war mit einem zwei Liter großen Vierzylinder-Boxermotor mit 90 kW (122 PS) ausgestattet, der mit einem Fünfgang-Schaltgetriebe oder einer Vierstufen-Automatik kombiniert werden konnte. Mitte 1998 kam zusätzlich das 2,0-Liter-Turbo-Modell mit 125 kW (170 PS) auf den Markt, die Leistung des Basismotors wurde auf 92 kW (125 PS) angehoben.

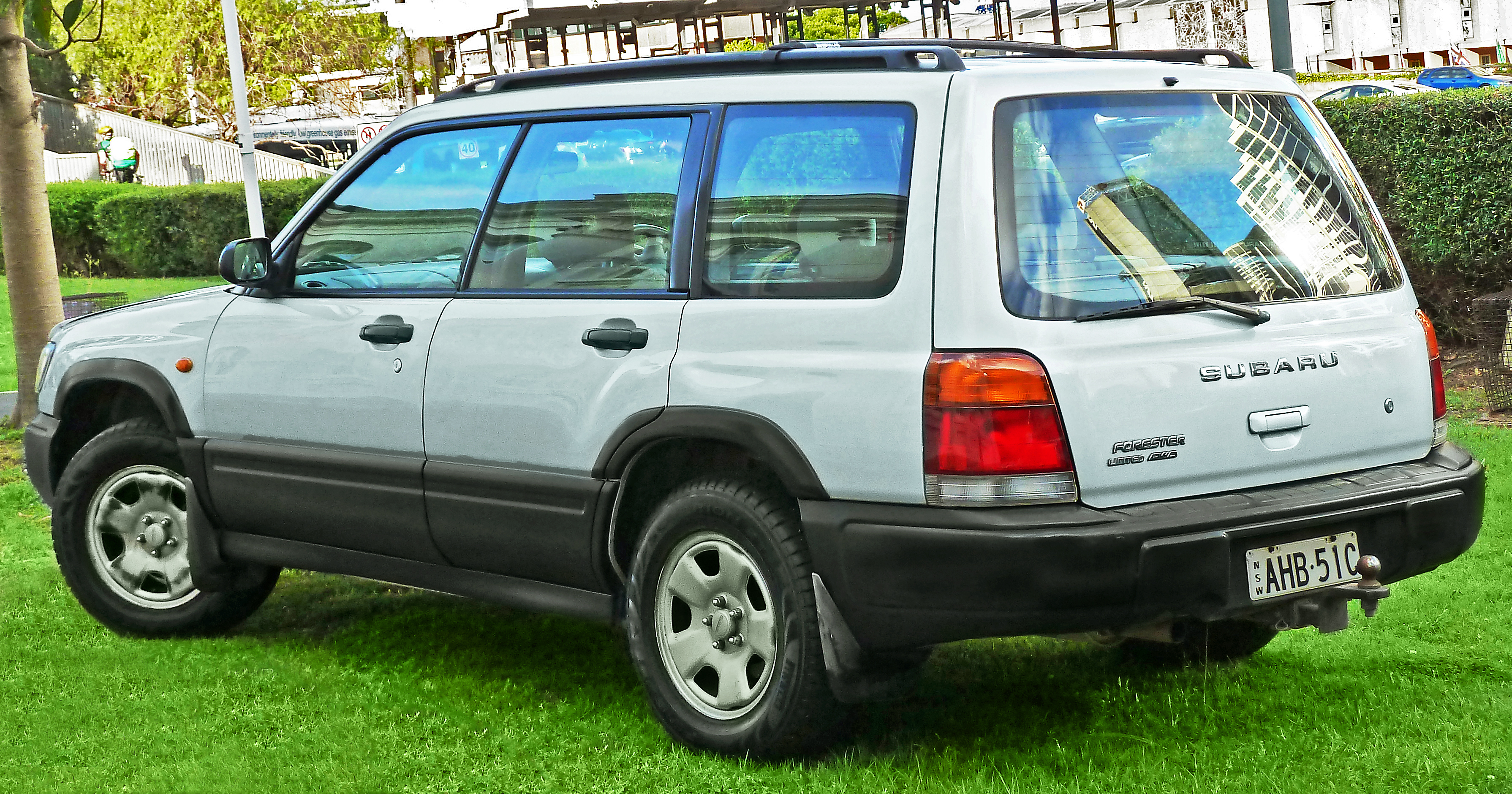
Heckansicht (1997–2001)

Der Forester Turbo ist, wie alle anderen turbogeladenen Subaru-Modelle auch, erkennbar an der oberhalb des Ladeluftkühlers angeordneten Lufthutze auf der Motorhaube. Mit der Turbo-Version sind Spitzenfahrleistungen möglich, und somit gilt der Forester Turbo auch als das bis dahin schnellste Fahrzeug in der Klasse allradgetriebener Kombiwagen.

### Modellpflege
Im April 2001 wurde ein umfangreiches Facelift durchgeführt mit Änderungen an den Scheinwerfern, am Kühlergrill, der Heckklappe und den Heckleuchten. Außerdem wurde die Spur an der Hinterachse um 15 mm erweitert. Der 2,0 S-Turbo wurde nun mit einer Leistung von 130 kW (177 PS) angeboten.

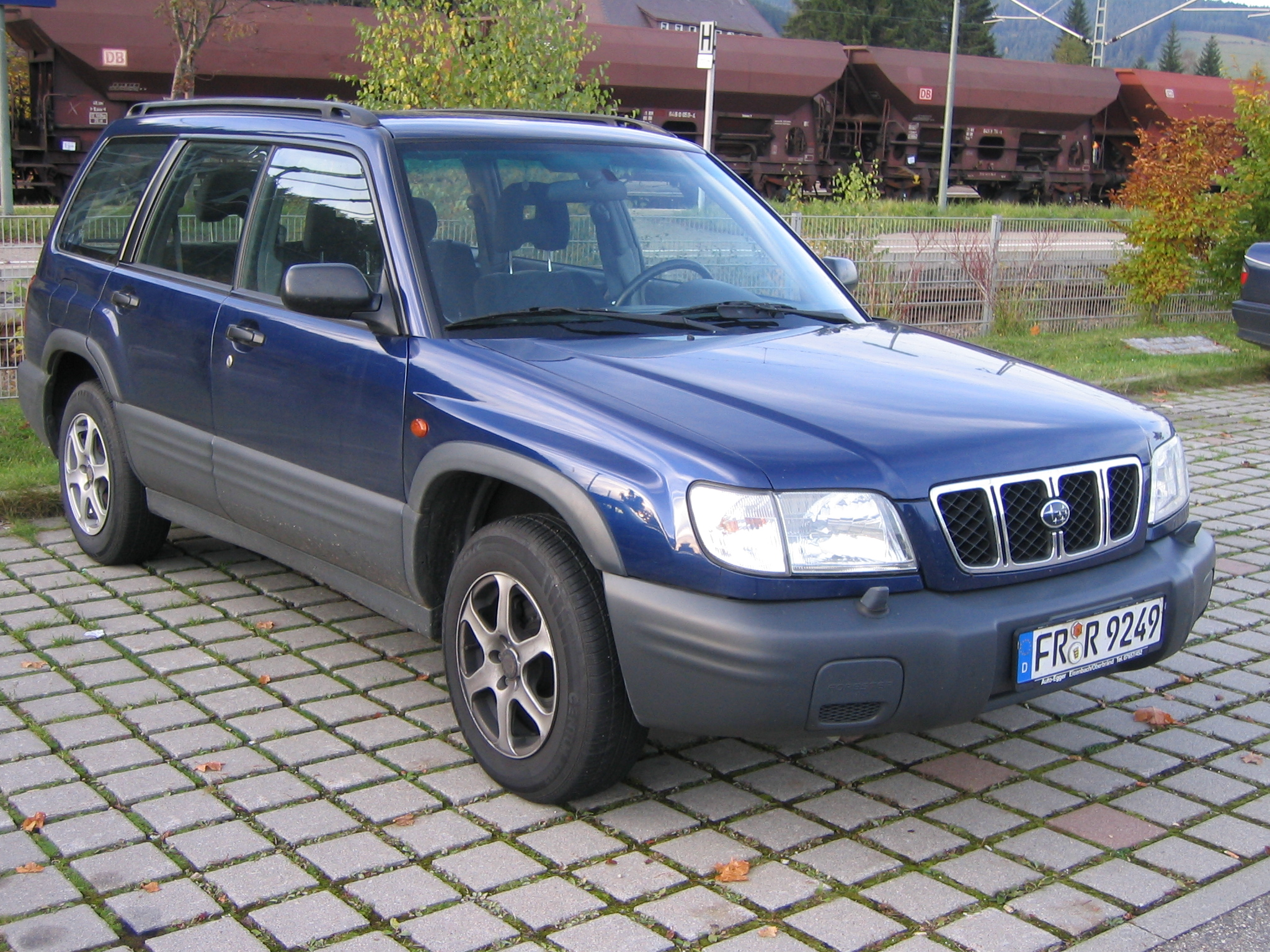
Subaru Forester (2001–2002)
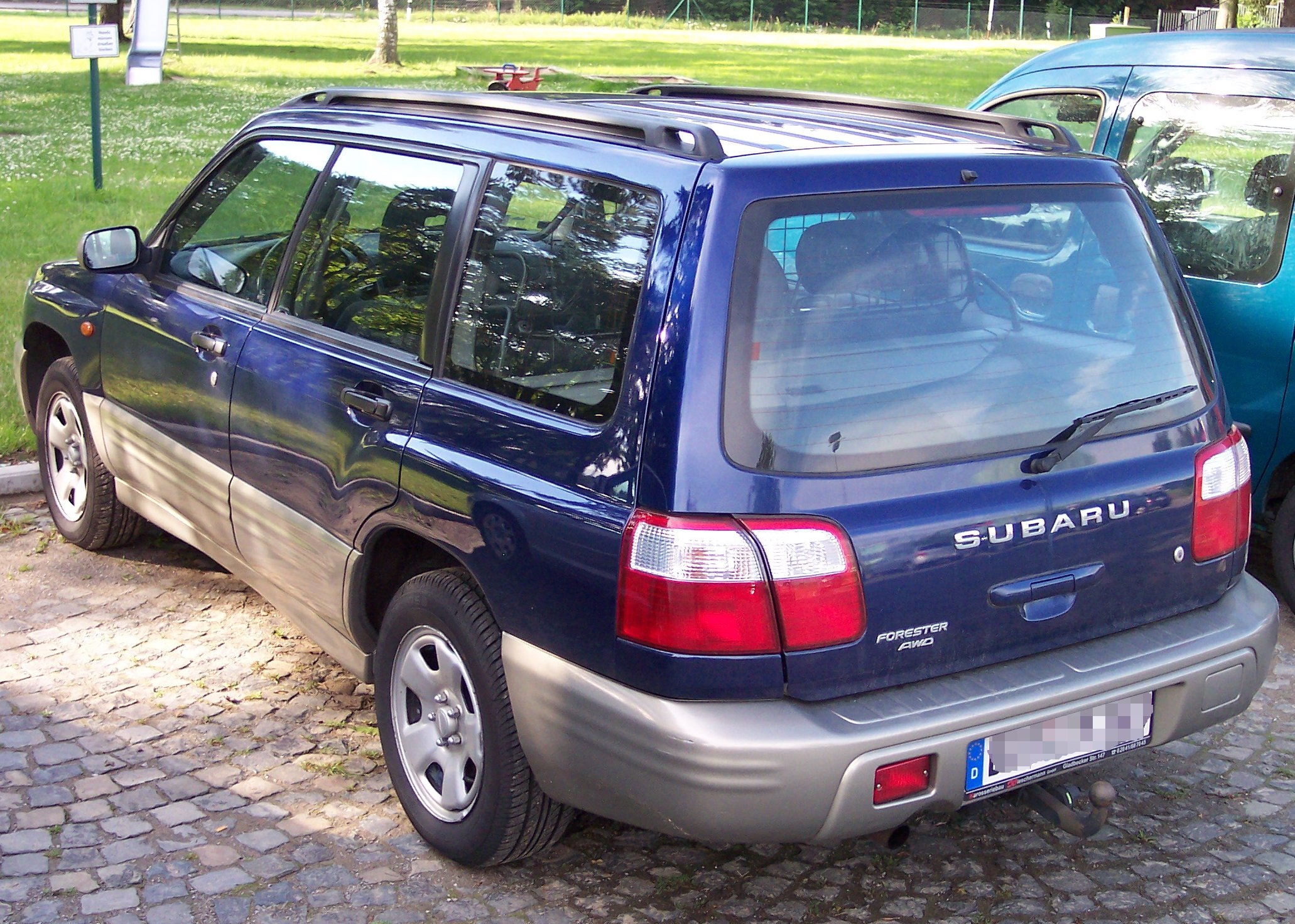
Heckansicht (2001–2002)
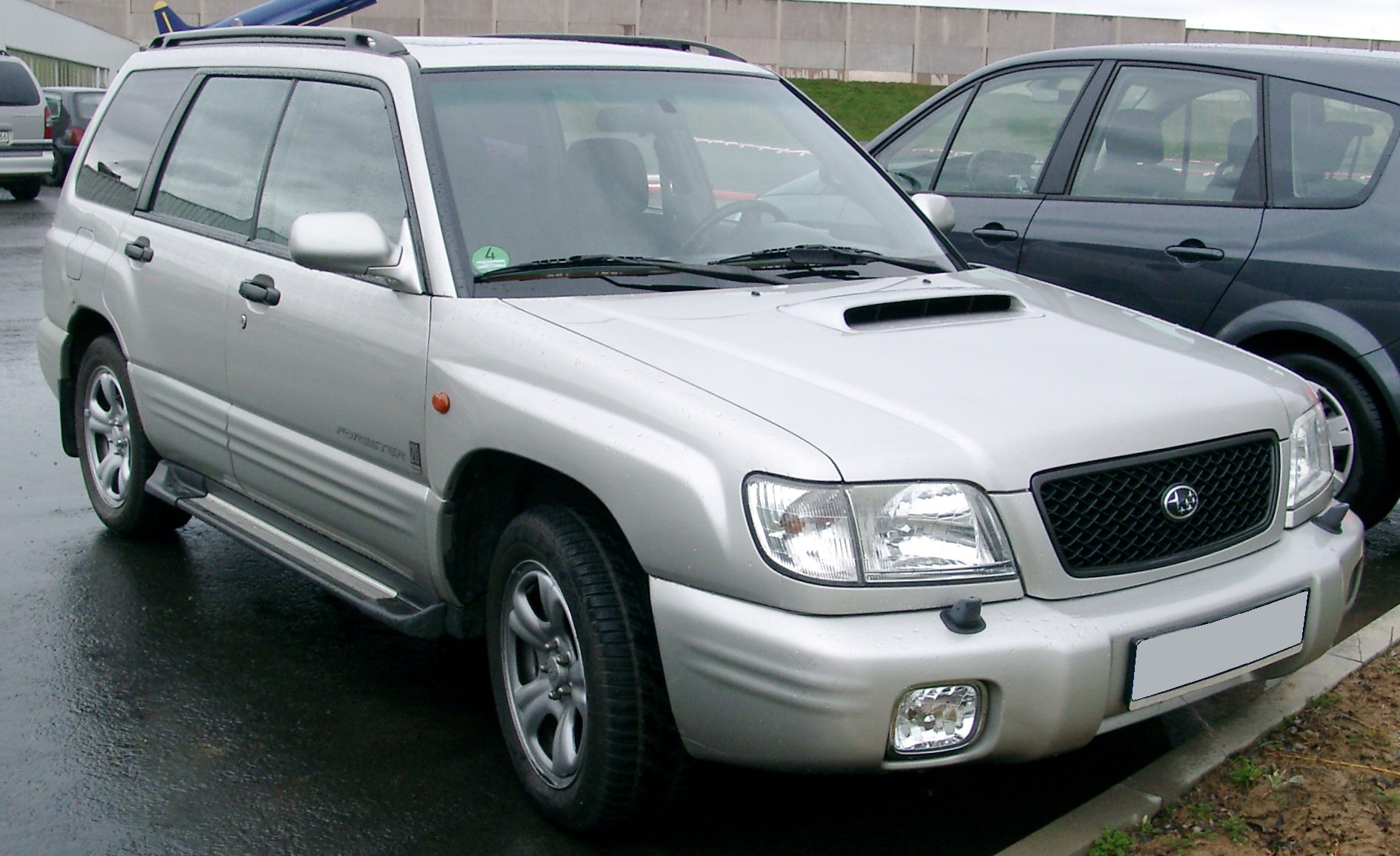
Subaru Forester S-Turbo (2001–2002)
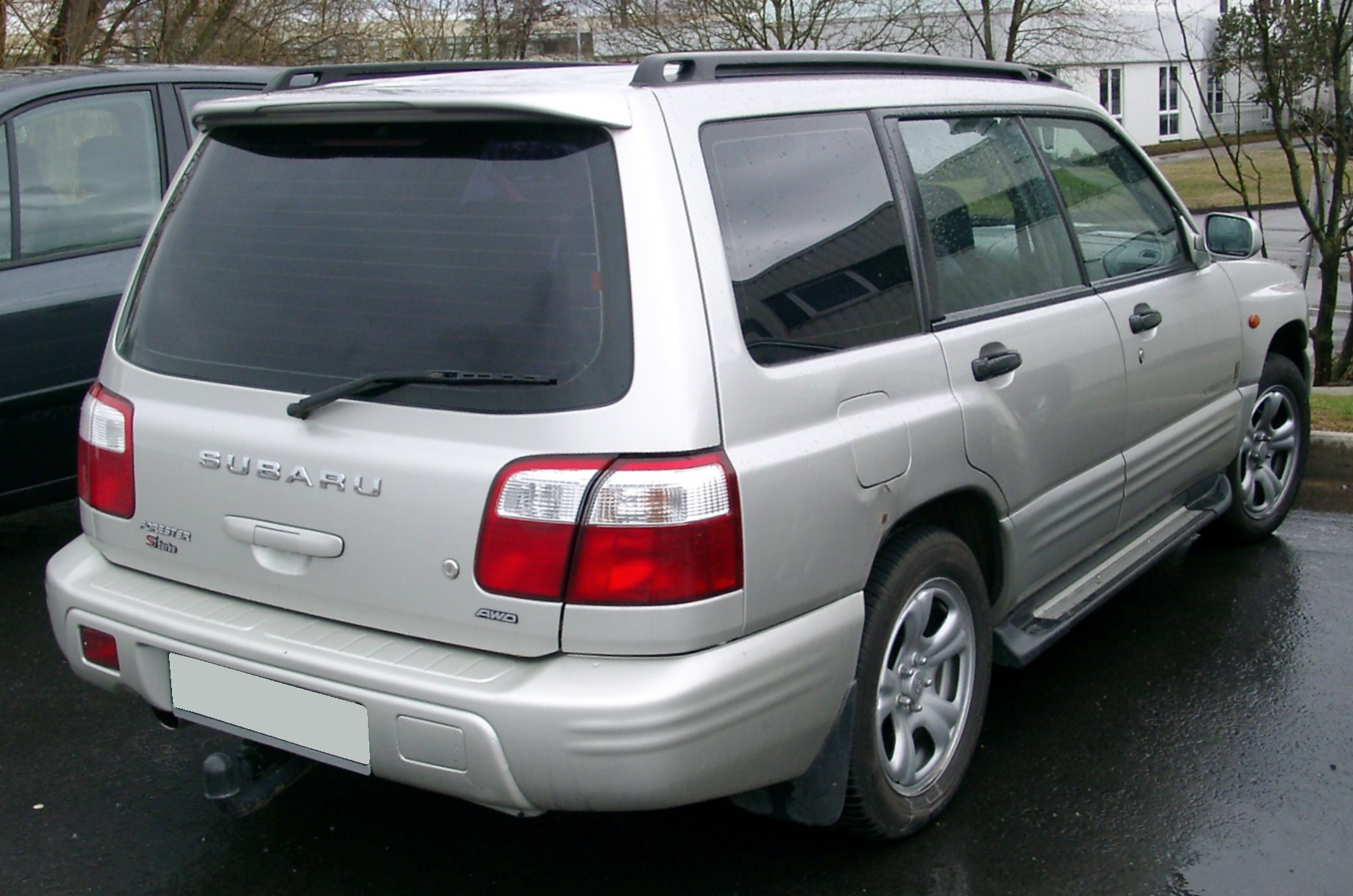
Heckansicht

### Technische Daten
|                                             | 2.0                                    | 2.0                                    | 2.0 S-Turbo                                   | 2.0 S-Turbo (Facelift)                        |
| Bauzeitraum                                 | 08/1997 bis Mitte 1998                 | Mitte 1998–2002                        | Mitte 1998–2000                               | 2001–2002                                     |
| Motorkenndaten                              |                                        |                                        |                                               |                                               |
| Motortyp                                    | 4-Zylinder-Boxer-Ottomotor             | 4-Zylinder-Boxer-Ottomotor             | 4-Zylinder-Boxer-Ottomotor mit Turboaufladung | 4-Zylinder-Boxer-Ottomotor mit Turboaufladung |
| Motorcode                                   | EJ203                                  | EJ203                                  | EJ205                                         | EJ205                                         |
| Hubraum                                     | 1994 cm³                               | 1994 cm³                               | 1994 cm³                                      | 1994 cm³                                      |
| max. Leistung bei min−1                     | 90 kW (122 PS) / 5600                  | 92 kW (125 PS) / 5600                  | 125 kW (170 PS) / 5600                        | 130 kW (177 PS) / ?                           |
| max. Drehmoment bei min−1                   | 176 Nm / 4000                          | 184 Nm / 3600                          | 240 Nm / 3200                                 |                                               |
| Kraftübertragung                            |                                        |                                        |                                               |                                               |
| Antrieb, serienmäßig                        | Allradantrieb (permanent)              | Allradantrieb (permanent)              | Allradantrieb (permanent)                     | Allradantrieb (permanent)                     |
| Getriebe, serienmäßig                       | 5-Gang-Schaltgetriebe mit Untersetzung | 5-Gang-Schaltgetriebe mit Untersetzung | 5-Gang-Schaltgetriebe ohne Untersetzung       | 5-Gang-Schaltgetriebe ohne Untersetzung       |
| Getriebe, optional                          | [4-Gang-Automatikgetriebe]             | [4-Gang-Automatikgetriebe]             | [4-Gang-Automatikgetriebe]                    | [4-Gang-Automatikgetriebe]                    |
| Messwerte                                   |                                        |                                        |                                               |                                               |
| Höchstgeschwindigkeit                       | 178 km/h (Automatik: 166 km/h)         | 179 km/h (Automatik: --- km/h)         | 198 km/h (Automatik: --- km/h)                | --- km/h (Automatik: --- km/h)                |
| Beschleunigung von 0–100 km/h               | 10,3 s (Automatik: 10,8 s)             | -                                      | 8,4 s (Automatik: ---)                        | -                                             |
| Kraftstoffverbrauch auf 100 km (kombiniert) | (Automatik: 9,2 l Super)               |                                        | 9,9 l Super                                   |                                               |
| CO2-Emissionen (kombiniert)                 | (Automatik: 214 g/km)                  |                                        | 235 g/km (Automatik: ---)                     |                                               |
| Tankinhalt                                  | 60 Liter                               | 60 Liter                               | 60 Liter                                      | 60 Liter                                      |
| Abgasnorm nach EU-Klassifikation            | Euro 2                                 | Euro 3                                 | Euro 2                                        | Euro 3                                        |

## Typ SG (2002–2008)
Im Juli 2002 erschien die zweite Generation des Forester mit einer optisch stark überarbeiteten Karosserie sowie einem modifizierten Innenraum und einer neuen Armaturentafel. Die Abmessungen der Karosserie blieben nahezu unverändert, ebenso die Leistung der beiden Motoren mit 92 kW (125 PS) bzw. 130 kW (177 PS). Zusätzlich wurde ein 2,5 Liter Turbo mit 154 kW (210 PS) angeboten. In Indien wurde das Modell als Chevrolet Forester vermarktet.

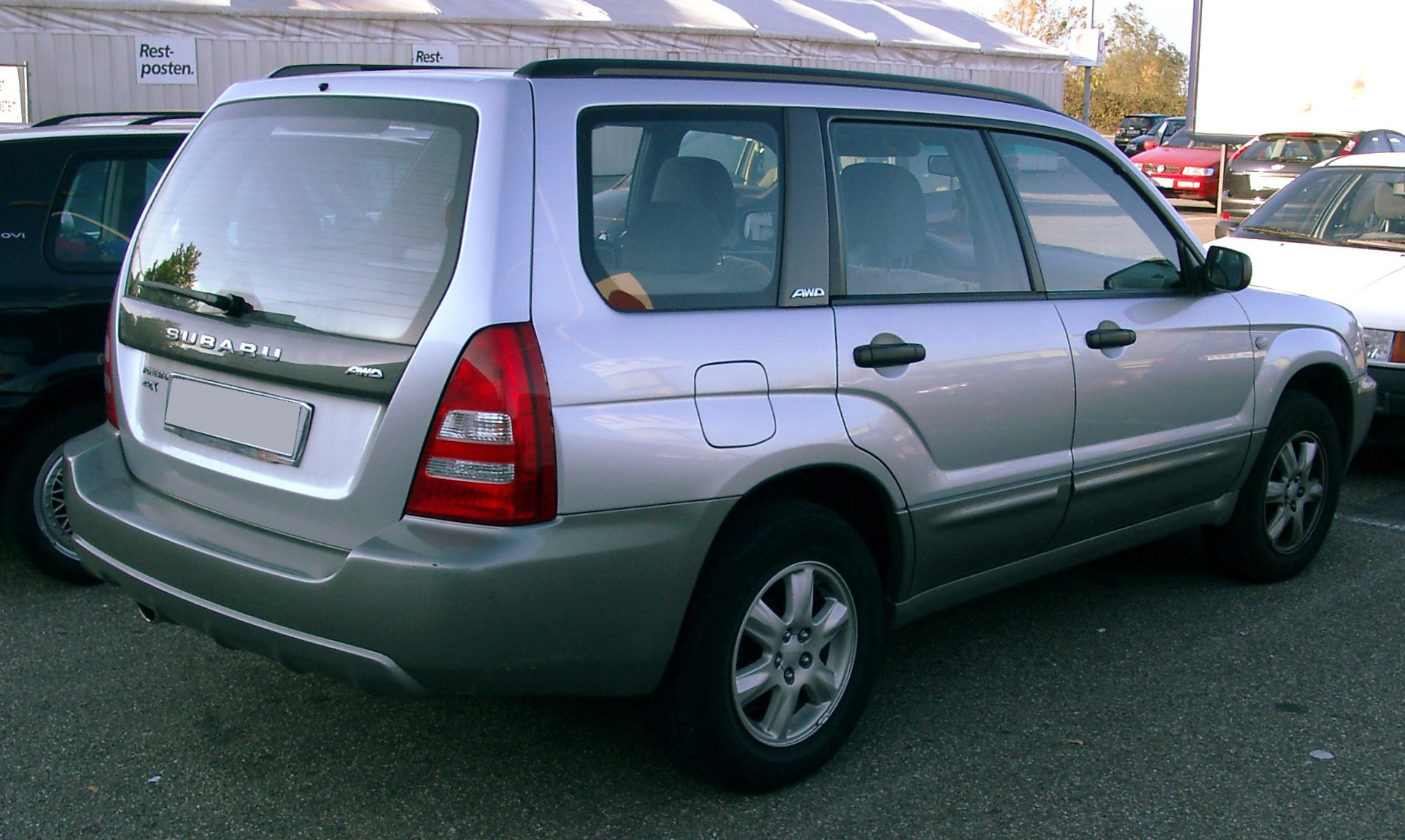
Heckansicht (2002–2005)
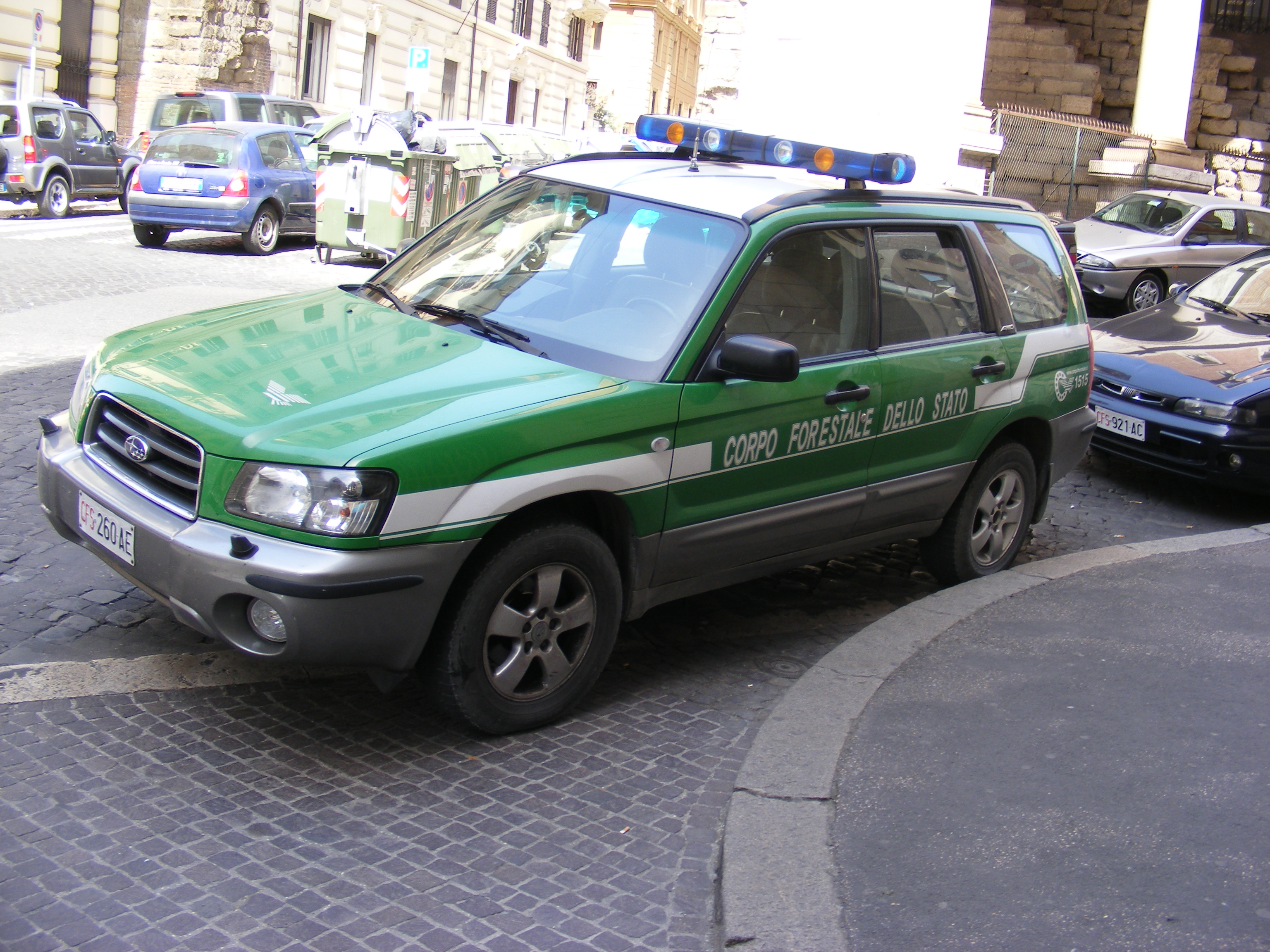
Ein Forester der Corpo Forestale dello Stato

### Modellpflege
Im September 2005 erfolgte ein umfangreicheres Facelift mit einer neu gestalteten Frontpartie. Die Motoren leisten nun 116 kW (158 PS) bzw. 169 kW (230 PS) beim Turbo. Der 116 kW (158 PS) starke und zwei Liter große Basismotor zeichnet sich durch einen großen nutzbaren Drehzahlbereich aus. Seine höchstzulässige Drehzahl liegt bei 7400/min. Das nun 2,5 Liter große Turbo-Aggregat beschleunigt den optisch „eher unscheinbaren“ Forester in 6,0 Sekunden von 0 auf 100 km/h. Zudem wurde zwischen 2004 und 2006 in Japan der Forester STi mit dem 2,5 Liter großen Motor aus dem Subaru Impreza WRX STi angeboten, welcher 195 kW (265 PS) leistet.

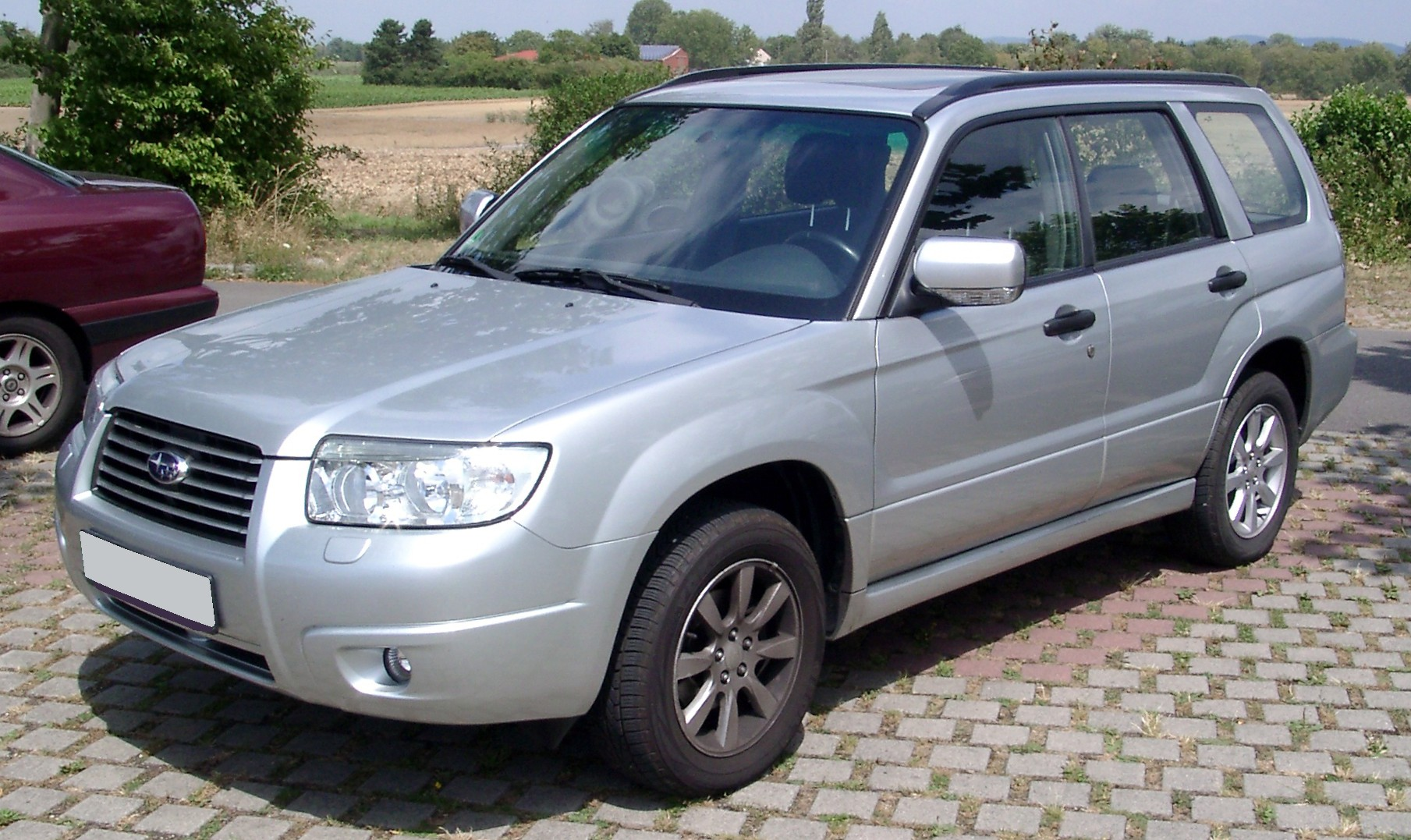
Subaru Forester (2005–2008)
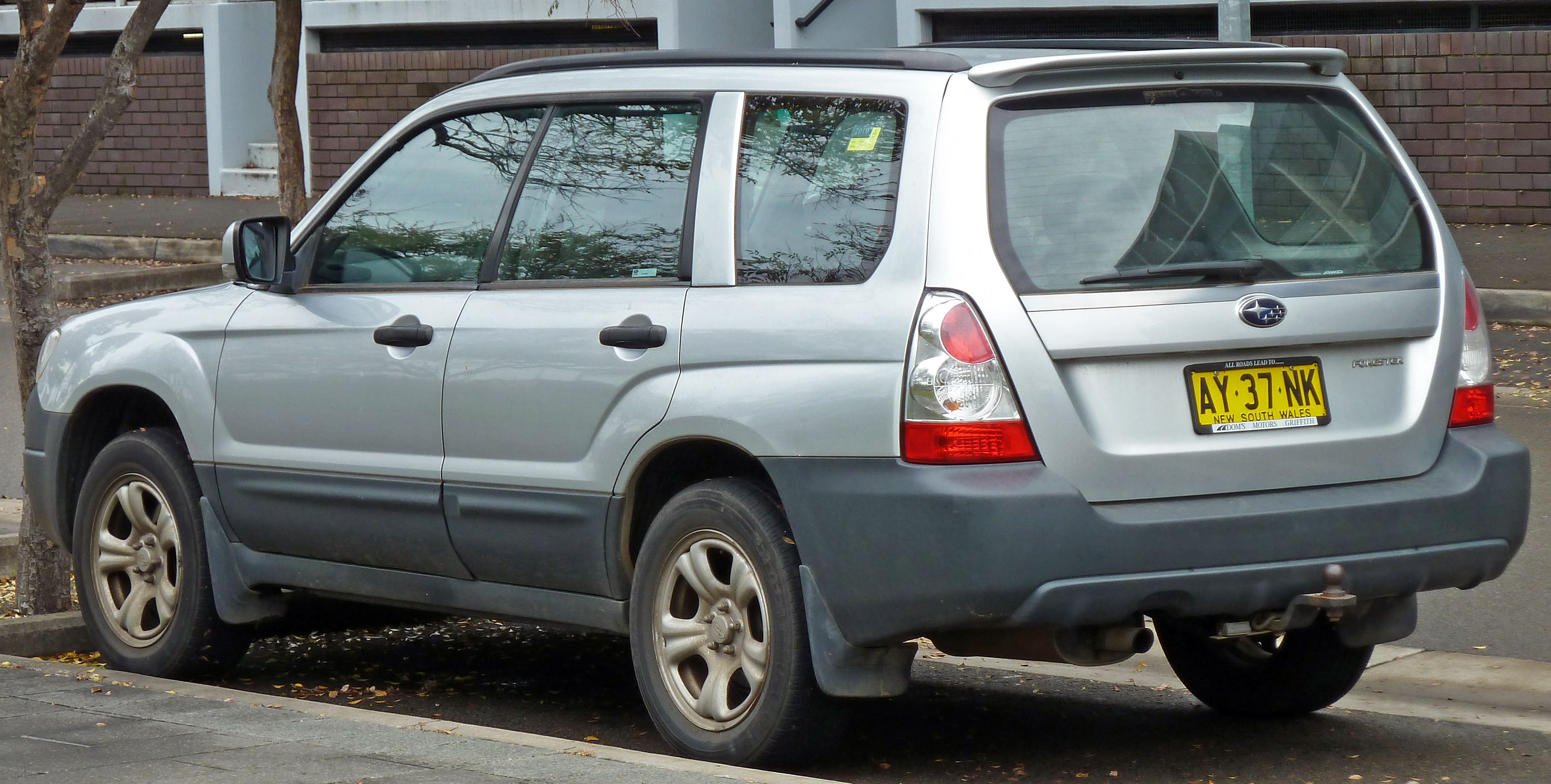
Heckansicht (2005–2008)
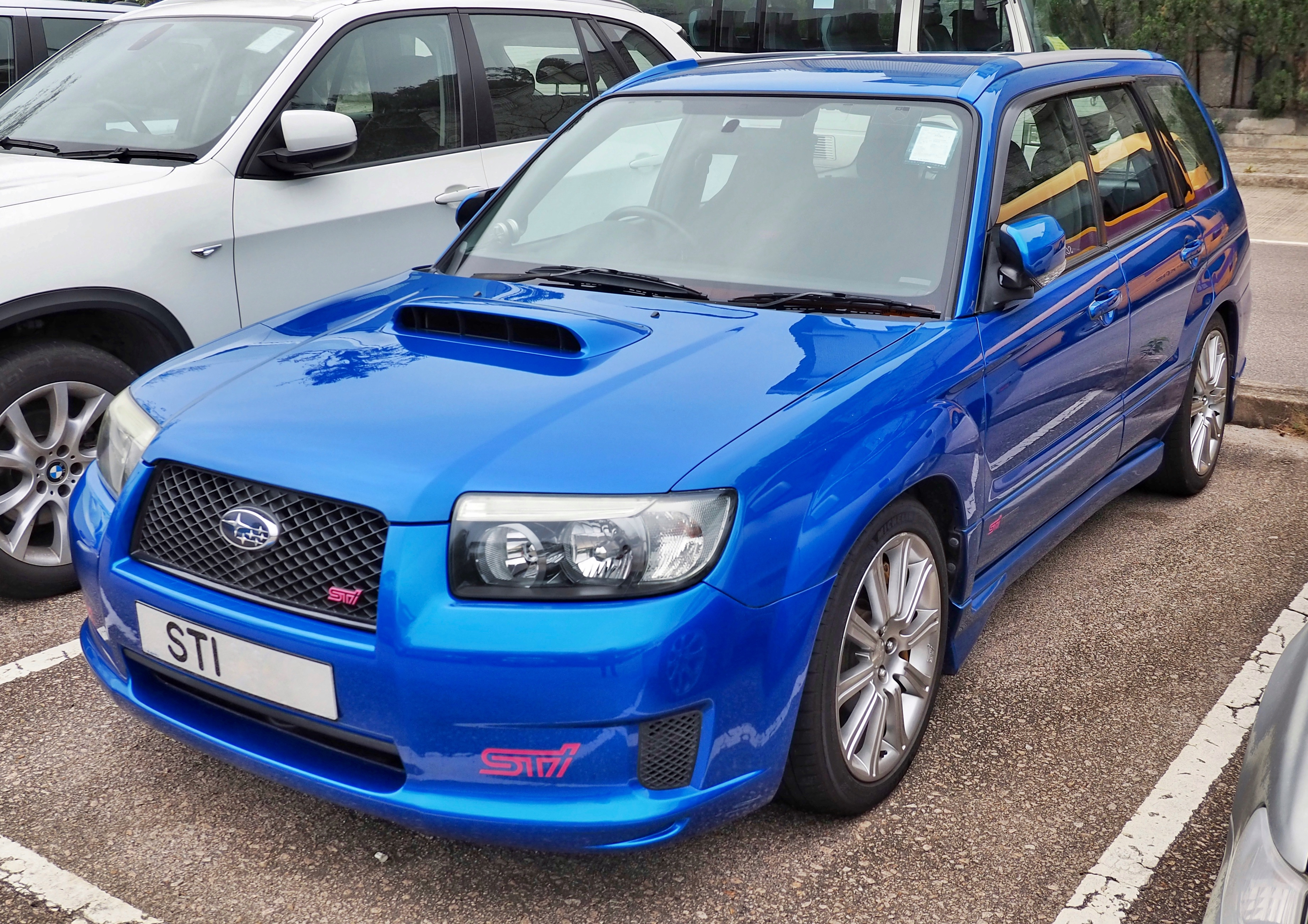
Subaru Forester STi (2004–2006)
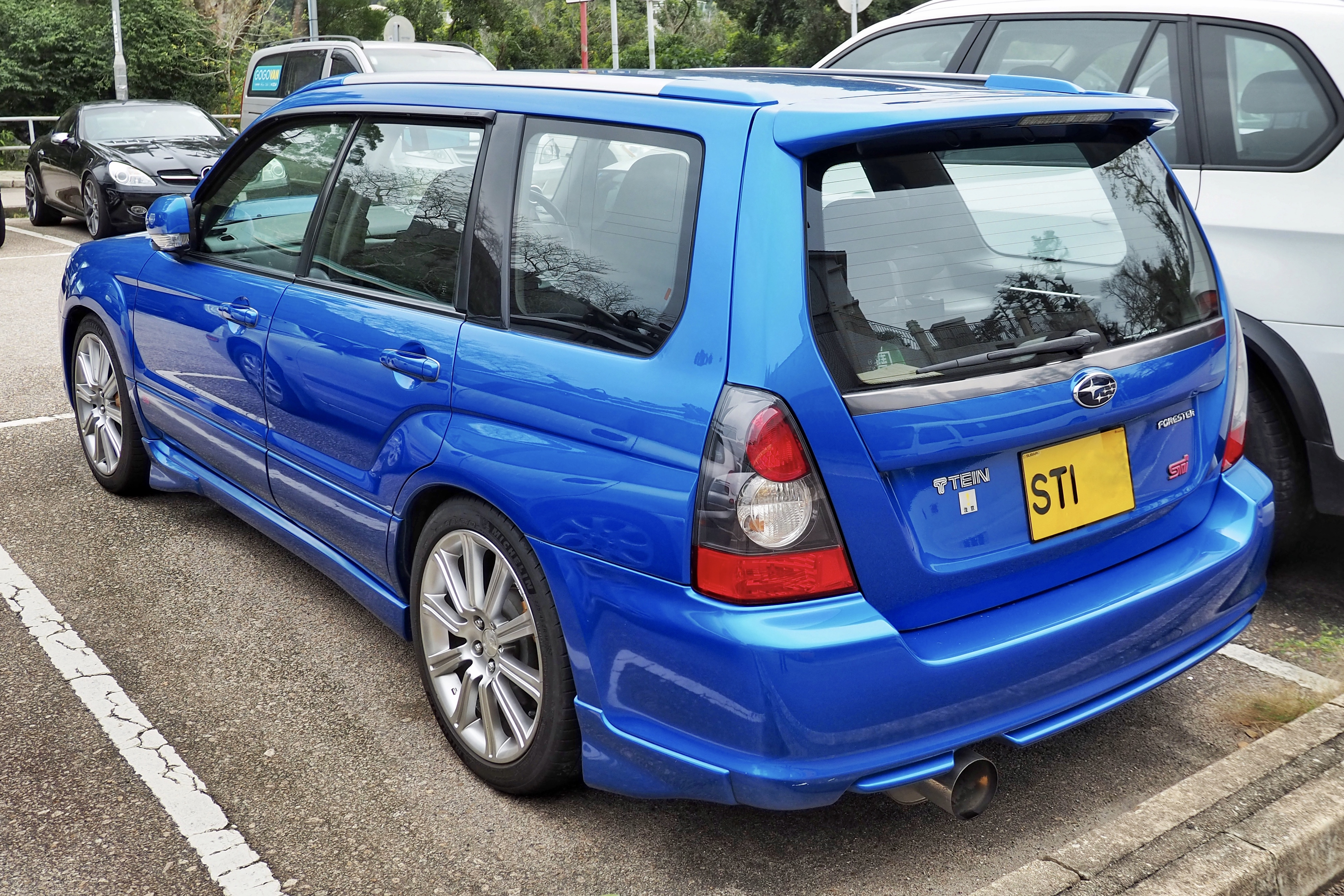
Heckansicht

Da Subaru beim Forester seinerzeit keinen Dieselmotor im Angebot hatte, können sich Kunden ab Werk gegen Aufpreis nachträglich eine Flüssiggasanlage (LPG) einbauen lassen. Die Treibstoffkosten lassen sich auf diese Weise im Verhältnis zum reinen Benzinbetrieb erheblich reduzieren. Die Flüssiggastechnik ist für den Subaru Forester 2.0X sowie für die Modelle Impreza 2.0R, Legacy 2.0R und Outback 2.5i erhältlich.

### Technische Daten
|                                             | 2.0 X                                     | 2.0 X (Facelift)                          | 2.0 XT                                        | 2.5 XT                                        | 2.5 XT (Facelift)                             |
| Bauzeitraum                                 | 2002–2005                                 | 2005–2008                                 | 2002–2005                                     | 2004–2005                                     | 2005–2008                                     |
| Motorkenndaten                              |                                           |                                           |                                               |                                               |                                               |
| Motortyp                                    | 4-Zylinder-Boxer-Ottomotor                | 4-Zylinder-Boxer-Ottomotor                | 4-Zylinder-Boxer-Ottomotor mit Turboaufladung | 4-Zylinder-Boxer-Ottomotor mit Turboaufladung | 4-Zylinder-Boxer-Ottomotor mit Turboaufladung |
| Motorcode                                   | EJ201                                     | EJ204                                     | EJ205                                         | EJ255                                         | EJ255                                         |
| Hubraum                                     | 1994 cm³                                  | 1994 cm³                                  | 1994 cm³                                      | 2457 cm³                                      | 2457 cm³                                      |
| max. Leistung bei min−1                     | 92 kW (125 PS) / 5600                     | 116 kW (158 PS) / 6400                    | 130 kW (177 PS) / 5600                        | 155 kW (211 PS) / 5600                        | 169 kW (230 PS) / 5600                        |
| max. Drehmoment bei min−1                   | 184 Nm / 3600                             | 186 Nm / 3200                             | 245 Nm / 3200                                 | 320 Nm / 3600                                 | 320 Nm / 3600                                 |
| Kraftübertragung                            |                                           |                                           |                                               |                                               |                                               |
| Antrieb, serienmäßig                        | Allradantrieb Symmetrical AWD (permanent) | Allradantrieb Symmetrical AWD (permanent) | Allradantrieb Symmetrical AWD (permanent)     | Allradantrieb Symmetrical AWD (permanent)     | Allradantrieb Symmetrical AWD (permanent)     |
| Getriebe, serienmäßig                       | 5-Gang-Schaltgetriebe mit Untersetzung    | 5-Gang-Schaltgetriebe mit Untersetzung    | 5-Gang-Schaltgetriebe                         | 5-Gang-Schaltgetriebe                         | 5-Gang-Schaltgetriebe                         |
| Getriebe, optional                          | 4-Gang-Automatikgetriebe                  | 4-Gang-Automatikgetriebe                  | 4-Gang-Automatikgetriebe                      | -                                             | 4-Gang-Automatikgetriebe                      |
| Maße und Gewichte                           |                                           |                                           |                                               |                                               |                                               |
| Außenmaße (Länge × Breite × Höhe)           | 4450 mm × 1735 mm × 1590 mm               | 4485 mm × 1735 mm × 1590 mm               | 4485 mm × 1735 mm × 1585 mm                   | 4485 mm × 1735 mm × 1585 mm                   | 4485 mm × 1735 mm × 1585 mm                   |
| Bodenfreiheit                               | 190 mm                                    | 205 mm                                    | 195 mm                                        | 195 mm                                        | 200 mm                                        |
| Kofferraumvolumen                           | 387 l bis 1629 l                          | 387 l bis 1629 l                          | 387 l bis 1592 l                              | 387 l bis 1592 l                              | 387 l bis 1592 l                              |
| Leergewicht                                 | 1435 kg                                   | 1465 kg                                   | 1485 kg                                       | 1520 kg                                       | 1560 kg                                       |
| Zuladung                                    | 445 kg                                    | 415 kg                                    | 465 kg                                        | 480 kg                                        | 440 kg                                        |
| Zulässiges Gesamtgewicht                    | 1880 kg                                   | 1880 kg                                   | 1950 kg                                       | 2000 kg                                       | 2000 kg                                       |
| Messwerte                                   |                                           |                                           |                                               |                                               |                                               |
| Höchstgeschwindigkeit                       | 180 km/h (Automatik: 168 km/h)            | 197 km/h (Automatik: 190 km/h)            | 202 km/h (Automatik: 195 km/h)                | 226 km/h                                      | 216 km/h (Automatik: 214 km/h)                |
| Beschleunigung von 0–100 km/h               | 11,4 s (Automatik: 13,4 s)                | 9,7 s (Automatik: 11,9 s)                 | 8,3 s (Automatik: 8,7 s)                      | 6,3 s                                         | 6,0 s (Automatik: 7,6 s)                      |
| Kraftstoffverbrauch auf 100 km (kombiniert) | 8,5 l Super (Automatik: 8,4 l Super)      | 9,3 l Super (Automatik: 9,3 l Super)      | 9,7 l Super (Automatik: 9,6 l Super)          | 11,0 l Super                                  | 10,7 l Super (Automatik: 10,5 l Super)        |
| CO2-Emissionen (kombiniert)                 | 204 g/km (Automatik: 200 g/km)            | 220 g/km (Automatik: 220 g/km)            | 232 g/km (Automatik: 230 g/km)                | 261 g/km                                      | 254 g/km (Automatik: 250 g/km)                |
| Tankinhalt                                  | 60 Liter                                  | 60 Liter                                  | 60 Liter                                      | 60 Liter                                      | 60 Liter                                      |
| Abgasnorm nach EU-Klassifikation            | Euro 3                                    | Euro 4                                    | Euro 3                                        | Euro 3                                        | Euro 4                                        |

## Typ SH (2008–2013)
Die dritte Generation des Forester wurde in Deutschland am 29. März 2008 vorgestellt. In der Karosserielänge und -höhe deutlich gewachsen, ist er nun, anders als die Vorgänger, welche stärker an geländegängige Kombis erinnern, eindeutiger in der Klasse der SUVs positioniert und steht daher verstärkt im Wettbewerb zu etablierten SUV-Modellen anderer Automobilhersteller.
Zur Wahl standen die vier Ausstattungsvarianten Trend, Active, Comfort und Exclusive.

### Motorisierungen
Mit der Markteinführung in Deutschland war zunächst ausschließlich der Benzinmotor 2.0X mit 110 kW (150 PS) erhältlich – auch wieder (auf Wunsch) in Verbindung mit einer Autogasanlage, diese Modelle hatten den Zusatz Ecomatic. Der Motor konnte mit einem 5-Gang Schaltgetriebe oder mit einer optionalen Automatik kombiniert werden. Der 2,5-Liter-Turbomotor mit 169 kW (230 PS) wurde in Europa nur noch in der Schweiz und Osteuropa (auf Grund der in Kraft tretenden Euro 5 Einstufung) angeboten. Außerdem gab es in Deutschland im Jahr 2010 ein auf 500 Stück limitiertes Sondermodell 30 Jahre Edition mit einem 2,5-Liter Benzinmotor, wahlweise als Schalter- oder Automatikmodell.
Im Herbst 2008 kam als weitere Motorvariante ein neuer Boxer-Diesel (2.0D) mit 108 kW (147 PS) und einer Sechsgang-Handschaltung zum Einsatz. Die im Benziner serienmäßige Getriebeuntersetzung war im Dieselmodell nicht erhältlich.
| Modell         | Hubraum cm³ | Zylinder/Bauart Ventile/Ventiltrieb | Einspritzung | Max. Leistung bei min−1 | Max. Drehmoment bei min−1 | Getriebe                            | Normverbrauch in l/100 km (innerorts/ außerorts/ Mix) | CO2 in g/km | Anhängelast gebremst in kg |
| -------------- | ----------- | ----------------------------------- | ------------ | ----------------------- | ------------------------- | ----------------------------------- | ----------------------------------------------------- | ----------- | -------------------------- |
| 2.0X           | 1994        | 4/Boxer 16/DOHC                     | MPI          | 110 kW (150 PS)/6000    | 196 Nm/3200               | 5-Gang                              | 9,4/6,4/7,5                                           | 173         | 2000 (12 %)                |
| 2.0X Automatik | 1994        | 4/Boxer 16/DOHC                     | MPI          | 110 kW (150 PS)/6000    | 196 Nm/3200               | 4-Gang Wandlerautomatik             | 9,7/6,3/7,5                                           | 174         | 1500                       |
| 2.0D           | 1998        | 4/Boxer 16/DOHC                     | Common-Rail  | 108 kW (147 PS)/3600    | 350 Nm/ 1800 bis 2400     | 6-Gang                              | 7,1/5,2/5,9                                           | 155         | 2000 (12 %)                |
| 2.5X           | 2457        | 4/Boxer 16/SOHC                     | MPI          | 126 kW (171 PS)/6000    | 227 Nm/4400               | 5-Gang oder 4-Gang Wandlerautomatik | 5-Gang: 12,8/7,3/9,3 Automatik: 12,9/7,7/9,6          | 220 / 227   | 2000                       |

### Modellpflege
Im Herbst 2010 wurde der Forester leicht überarbeitet. Neue Außenfarben, ein verändertes Design der Felgen, Seitenblinker in den Außenspiegel ab der Ausstattungslinie Comfort und ein leicht retuschierter Kühlergrill sind die optischen Merkmale.

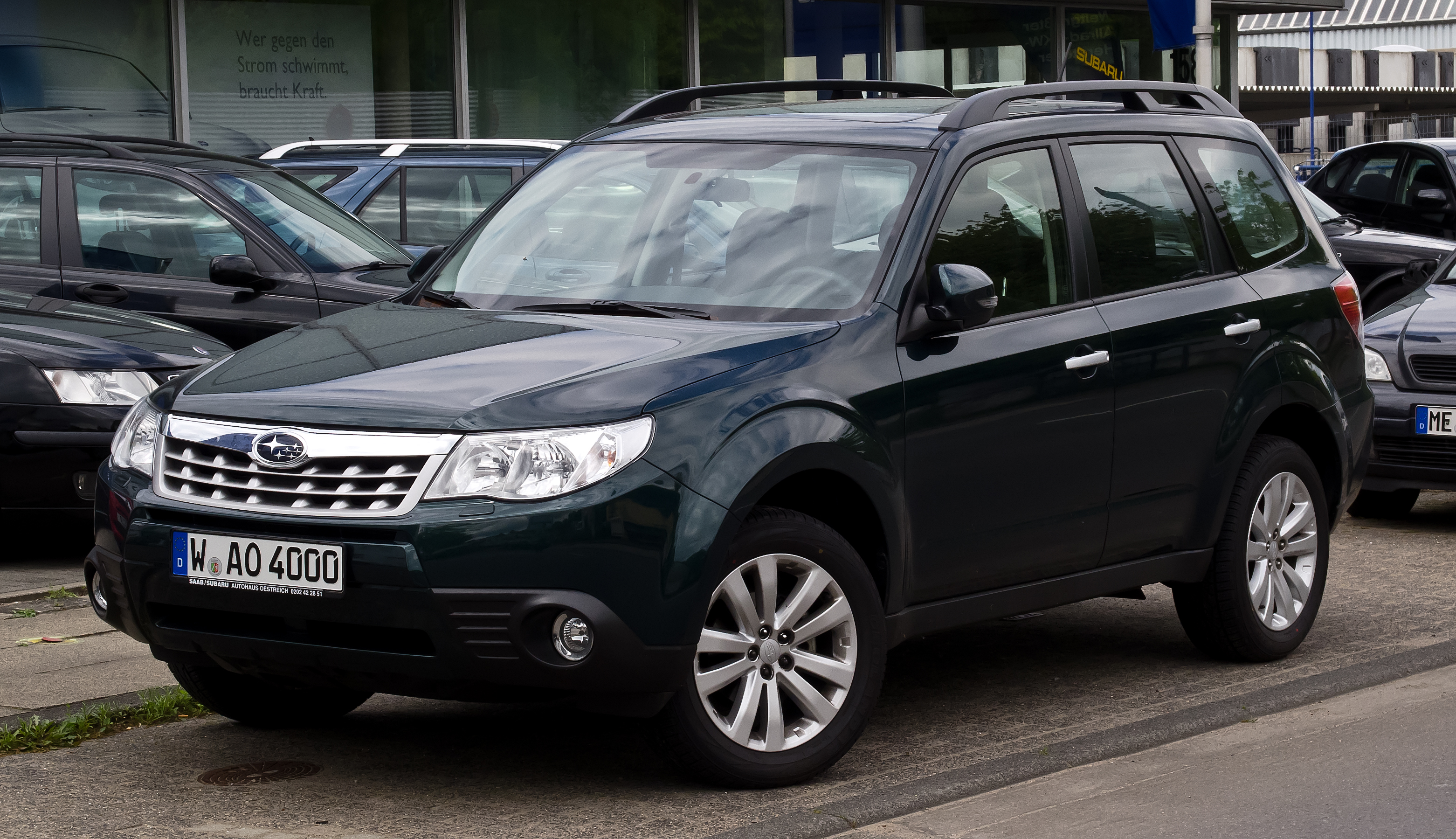
Subaru Forester (2010–2013)
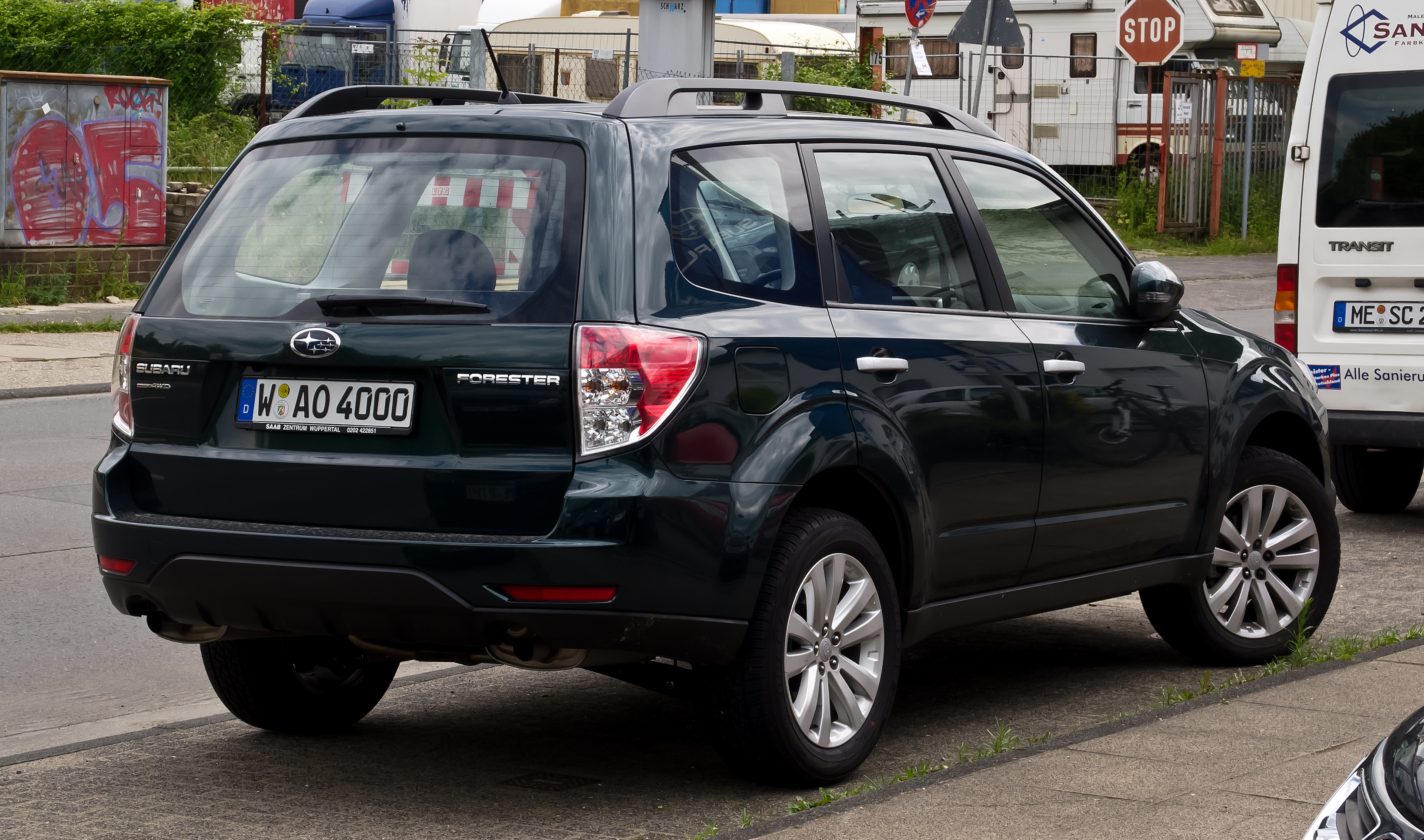
Heckansicht

## Typ SJ (2012–2019)
| Sterne im Euro NCAP-Crashtest (2012) |

Die vierte Generation des Forester erschien europaweit am 23. März 2013. Im Vergleich zum Vorgänger fallen die Dimensionen geringfügig größer aus. Bei den Außenabmessungen wurde das Modell um je 35 Millimeter länger und höher bzw. um 15 Millimeter breiter.
Den 2,0-Liter-Benzinmotor gibt es nun auch mit einem Turbolader und einer maximalen Leistung von 177 kW (240 PS). Angeboten wird der Forester in Deutschland in den Ausstattungslinien Trend, Active, Comfort, Exclusive, Platinum und Sport, wobei das XT-Modell mit dem 177-kW-Turbobenziner nur in den Ausstattungslinien Comfort und Platinum verfügbar ist, das Dieselmodell nicht mit Trend und Comfort angeboten wird und die Ausstattung Sport exklusiv für die Dieselvariante erhältlich ist (womit das Dieselmodell äußerlich und ausstattungstechnisch dem XT-Modell mit Platinum entspricht, von der Motorisierung abgesehen).
Seit dem 28. März 2015 ist der Forester auch in der Kombination mit Dieselmotor und CVT-Automatikgetriebe erhältlich. Ferner entfallen bei der Dieselmotorisierung die Ausstattung Platinum sowie beim 2.0X-Benzinmotor die Ausstattung Comfort, außerdem lassen sich die Ausstattungen Platinum (beim Modell mit Benzinmotor) und Sport (beim Modell mit Dieselmotor) nur noch mit dem CVT-Automatikgetriebe kombinieren. Außerdem wurden die Motoren aufgebessert und erfüllen nun die Abgasnorm Euro 6.

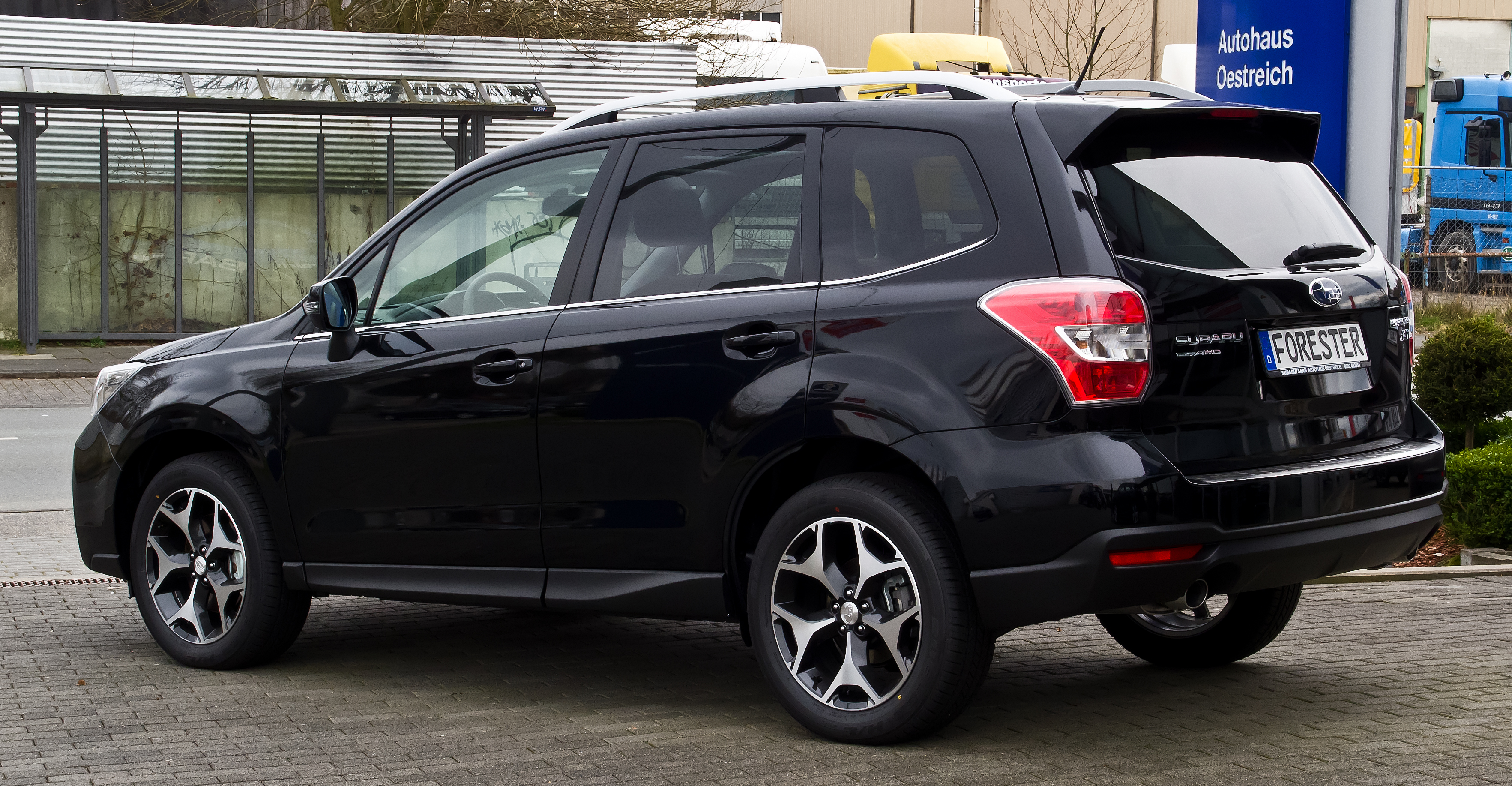
Heckansicht (2012–2016)

### Modellpflege
Im März 2016 erhielt der Forester ein leichtes Facelift. Die markantesten Design-Veränderungen betreffen dabei die Frontpartie. Hier wurden Stoßfänger und Kühlergrill modifiziert. Ergänzt wird die neue Optik in den höheren Ausstattungsstufen durch LED-Technik bei den Tagfahrleuchten respektive den Scheinwerfern inklusive Fernlicht sowie dem dynamischen Kurvenlicht anstatt der bisherigen Xenon-Technologie. Die Rückleuchten verfügen nun ebenfalls über LED-Technik. Dezent überarbeitet wurde auch das Design der Felgen sowie der Dachantenne. Im Innenraum wurde das Kombiinstrument und das Informationsdisplay überarbeitet, welche nun bessere Auflösungen vorweisen. Die Motorenpalette sowie weite Teile der Karosserie blieben unverändert.

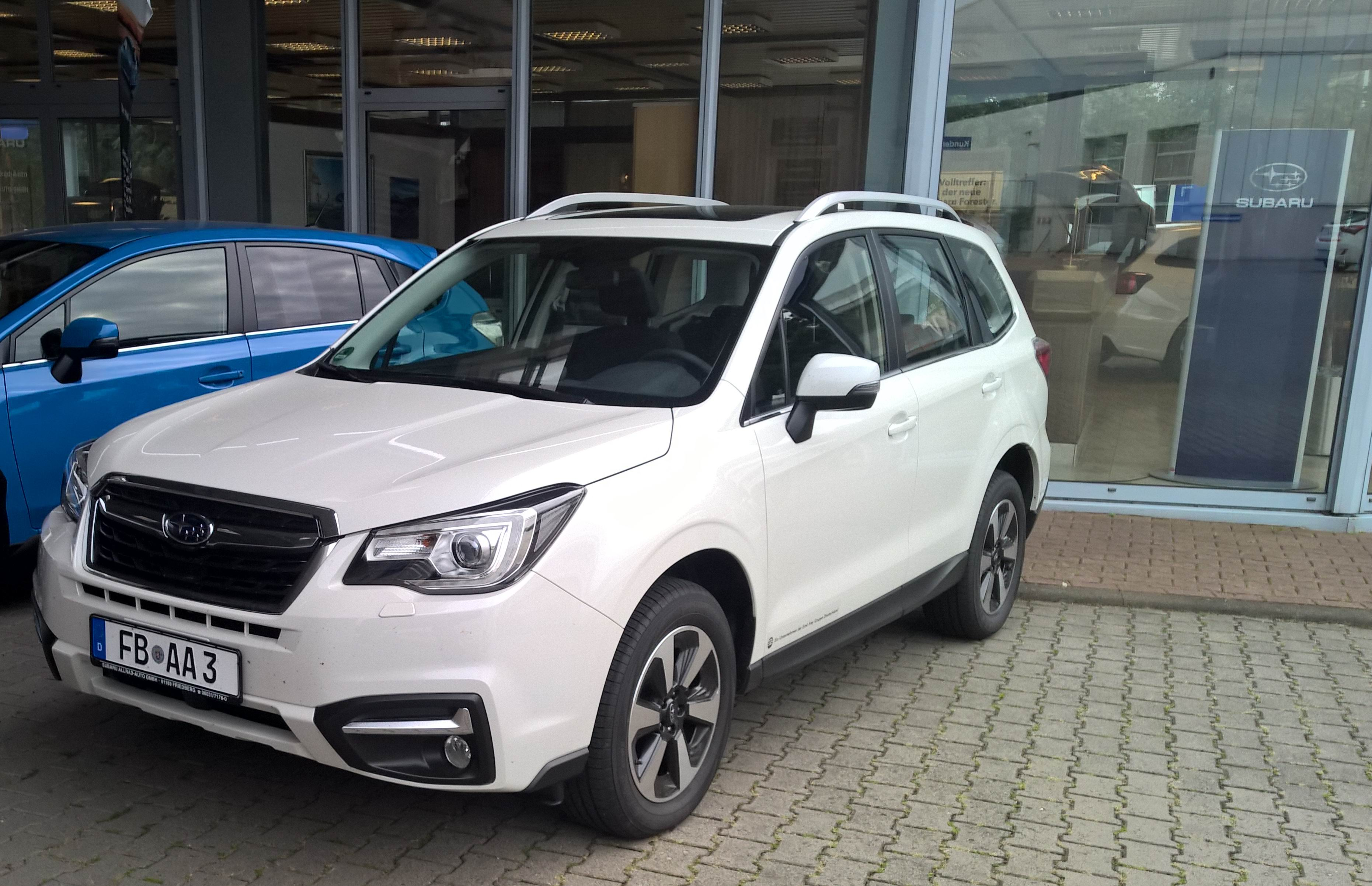
Subaru Forester (2016–2019)
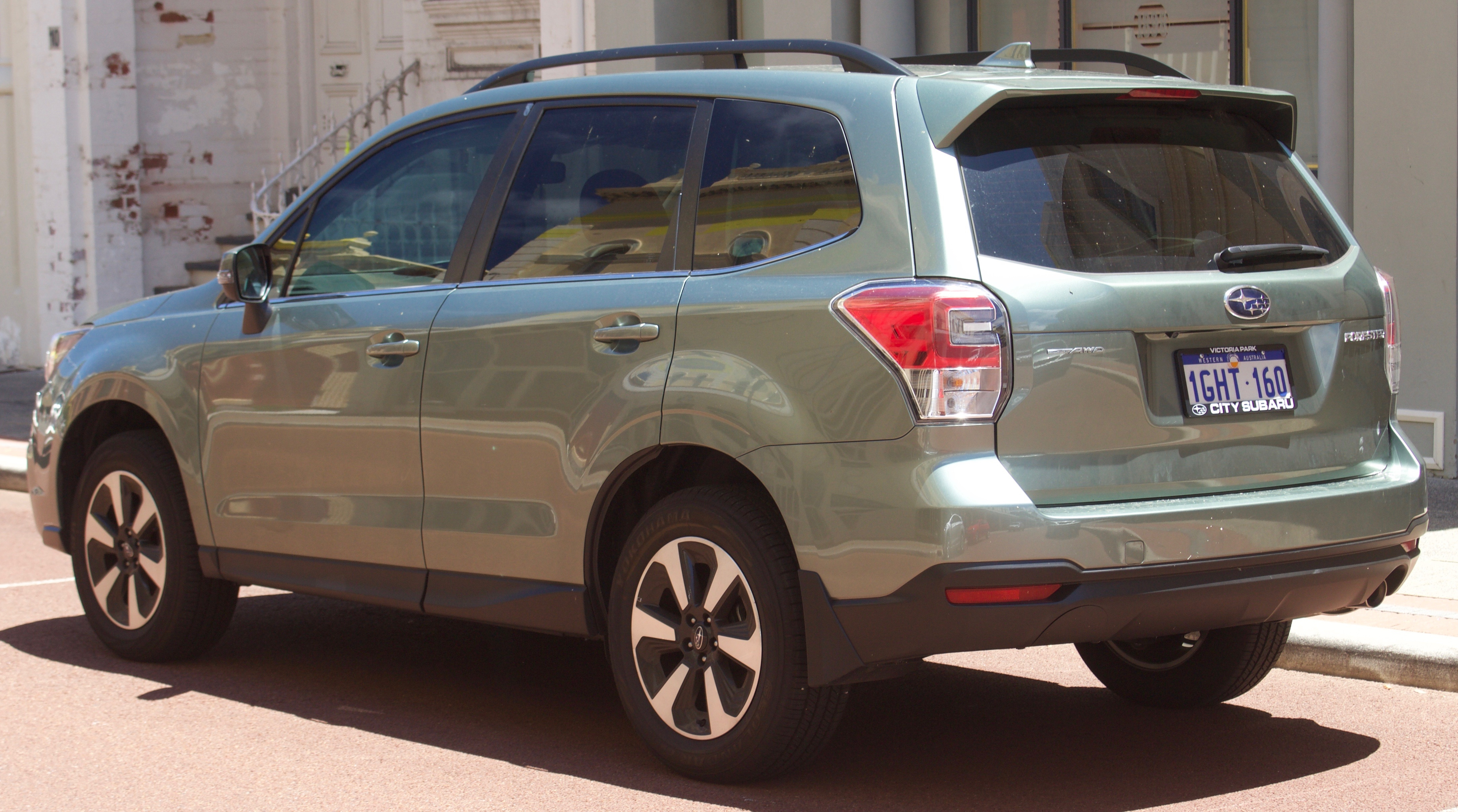
Heckansicht (2016–2019)

### Technische Daten
| Kenngrößen                                  | 2.0X                                               | 2.5i (USA&Russland)          | 2.0XT                        | 2.0D                                          |
| Bauzeitraum                                 | 2012–2019                                          | 2012–2018                    | 2012–2018                    | 2012–2018                                     |
| Motorkenndaten                              |                                                    |                              |                              |                                               |
| Motortyp                                    | Vierzylinder-Boxer-Ottomotor                       | Vierzylinder-Boxer-Ottomotor | Vierzylinder-Boxer-Ottomotor | Vierzylinder-Boxer-Dieselmotor                |
| Motorkennbuchstaben                         | FB20                                               | FB25                         | FA20                         | EE20                                          |
| Gemischaufbereitung                         | Saugrohreinspritzung                               | Saugrohreinspritzung         | Direkteinspritzung           | Common-Rail-Direkteinspritzung                |
| Motoraufladung                              | —                                                  | —                            | Turbolader                   | Turbolader                                    |
| Hubraum                                     | 1995 cm³                                           | 2498 cm³                     | 1998 cm³                     | 1998 cm³                                      |
| max. Leistung                               | 110 kW (150 PS) bei 6200/min                       | 126 kW (171 PS) bei 5800/min | 177 kW (240 PS) bei 5600/min | 108 kW (147 PS) bei 3600/min                  |
| max. Drehmoment                             | 198 Nm bei 4200/min                                | 235 Nm bei 4100/min          | 350 Nm bei 2400–3600/min     | 350 Nm bei 1600–2400/min                      |
| Kraftübertragung                            |                                                    |                              |                              |                                               |
| Antrieb, serienmäßig                        | Allradantrieb                                      | Allradantrieb                | Allradantrieb                | Allradantrieb                                 |
| Getriebe, serienmäßig [optional]            | 6-Gang-Schaltgetriebe [CVT-Automatikgetriebe]      | CVT-Automatikgetriebe        | CVT-Automatikgetriebe        | 6-Gang-Schaltgetriebe [CVT-Automatikgetriebe] |
| Messwerte                                   |                                                    |                              |                              |                                               |
| Höchstgeschwindigkeit                       | 190 km/h [192 km/h]                                | 196 km/h                     | 221 km/h                     | 190 km/h [188 km/h]                           |
| Beschleunigung von 0–100 km/h               | 10,6 s [11,8 s]                                    | 9,9 s                        | 7,5 s                        | 9,9 s [9,9 s]                                 |
| Kraftstoffverbrauch auf 100 km (kombiniert) | 6,9–7,0 l Super [6,5–6,6 l Super]                  | 8,2 l Super                  | 8,5 l Super                  | 5,7–5,9 l Diesel [6,1–6,3 l Diesel]           |
| CO2-Emission (kombiniert)                   | 160–162 g/km [150–153 g/km]                        | 190 g/km                     | 197 g/km                     | 148 g/km [158–163 g/km]                       |
| Abgasnorm nach EU-Klassifikation            | Euro 5 Euro 6 (2015–2018) Euro 6d-TEMP (seit 2018) | Euro 5 Euro 6 (seit 2015)    | Euro 5 Euro 6 (seit 2015)    | Euro 5 Euro 6 (seit 2015)                     |

## Typ SK (seit 2018)
| Sterne im Euro NCAP-Crashtest (2019) |

Auf der New York International Auto Show im März 2018 präsentierte Subaru die fünfte Generation des Forester. Die Abmessungen verändern sich gegenüber dem Vorgängermodell nur geringfügig, durch einen längeren Radstand soll aber der Innenraum größer ausfallen.
Technisch baut der neue Forester auf der 2016 im Subaru Impreza eingeführten Subaru Global Platform auf, die auch im größeren Subaru Ascent zum Einsatz kommt. Optisch ähnelt das SUV dem auf der Tokyo Motor Show im Oktober 2015 vorgestellten Subaru Viziv Future Concept.
In Nordamerika ist das Fahrzeug seit Mitte 2018 erhältlich, der russische Markt folgte im Herbst 2018. In Mitteleuropa kam der Forester im Juni 2019 in den Handel.

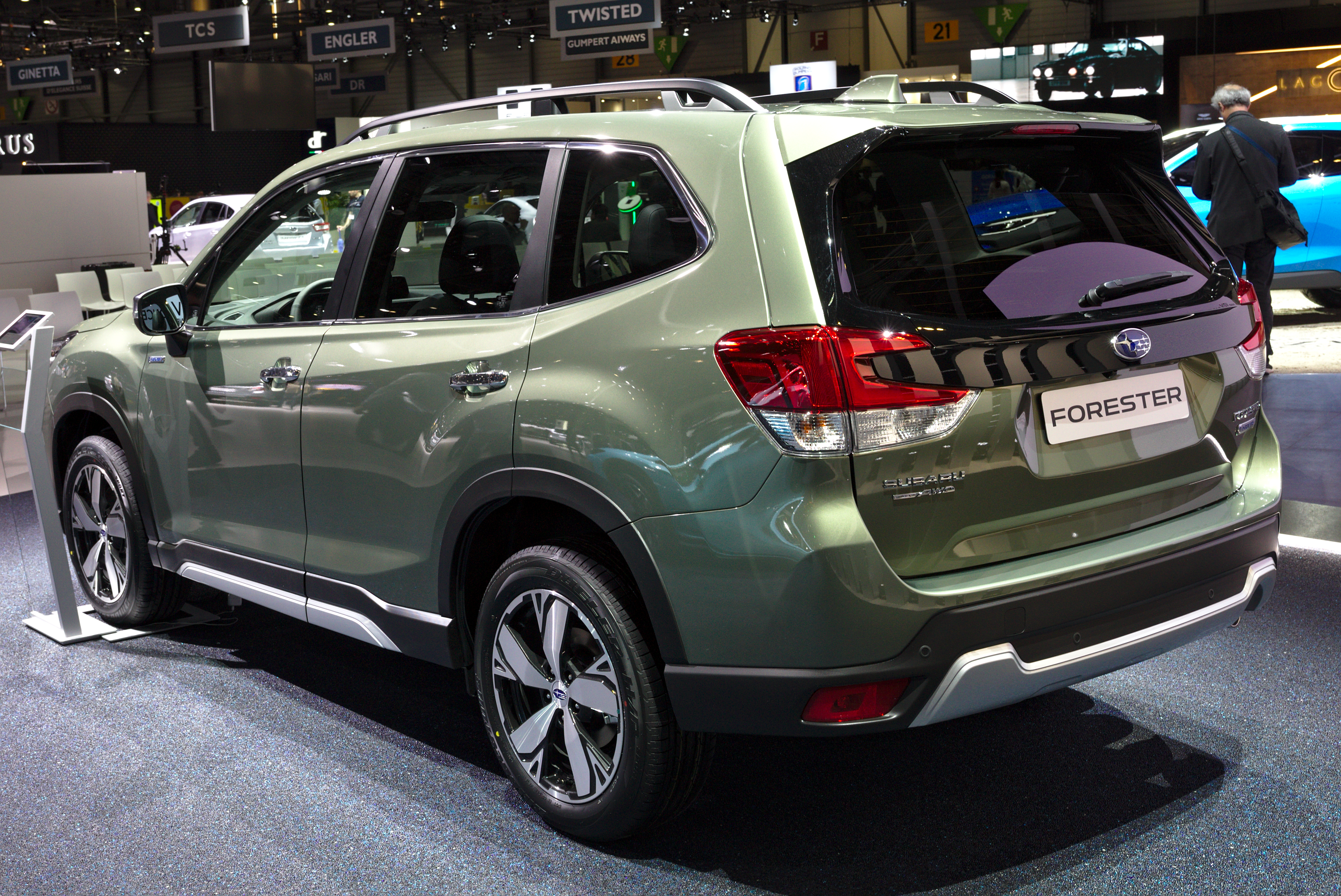
Heckansicht (2018–2021)
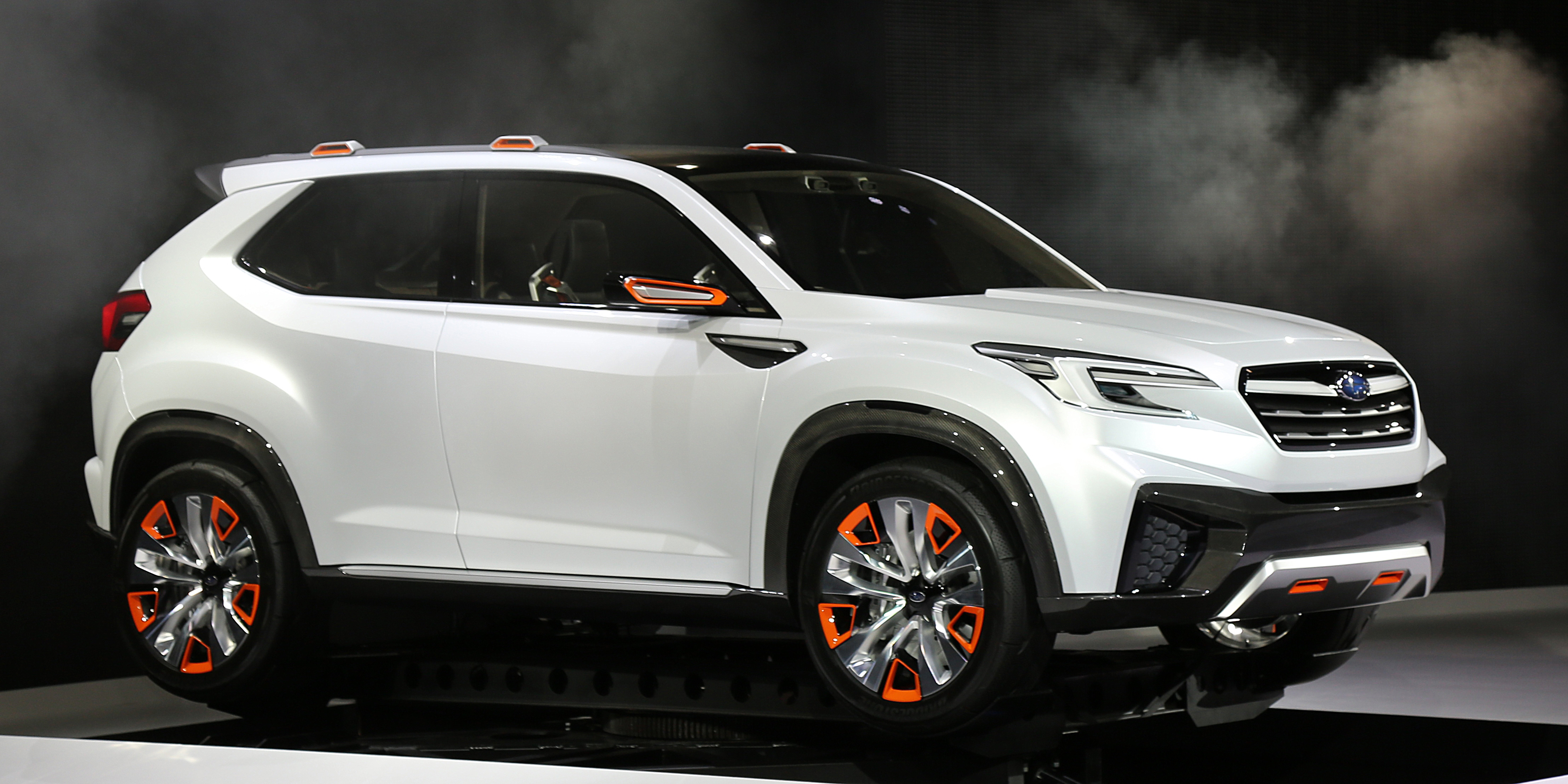
Subaru Viziv Future Concept

### Modellpflege
Eine überarbeitete Version der Baureihe präsentierte Subaru – zunächst für Japan – im Juni 2021. Die überarbeitete Europa-Version wurde im Dezember 2021 vorgestellt. Für den Forester steht auch eine Variante mit Mild-Hybrid-Antrieb zur Verfügung (e-Boxer).
Im September 2021 präsentierte Subaru den Forester in der geländegängigeren Wilderness Edition für den nordamerikanischen Markt. Das Sondermodell XT-Edition, das im Dezember 2022 vorgestellt wurde, ist ausschließlich für Japan bestimmt. In Deutschland wurden im April 2024 die Sondermodelle Edition Exclusive Cross und Edition Black Platinum und im Oktober 2024 das Sondermodell Advantage Edition eingeführt.

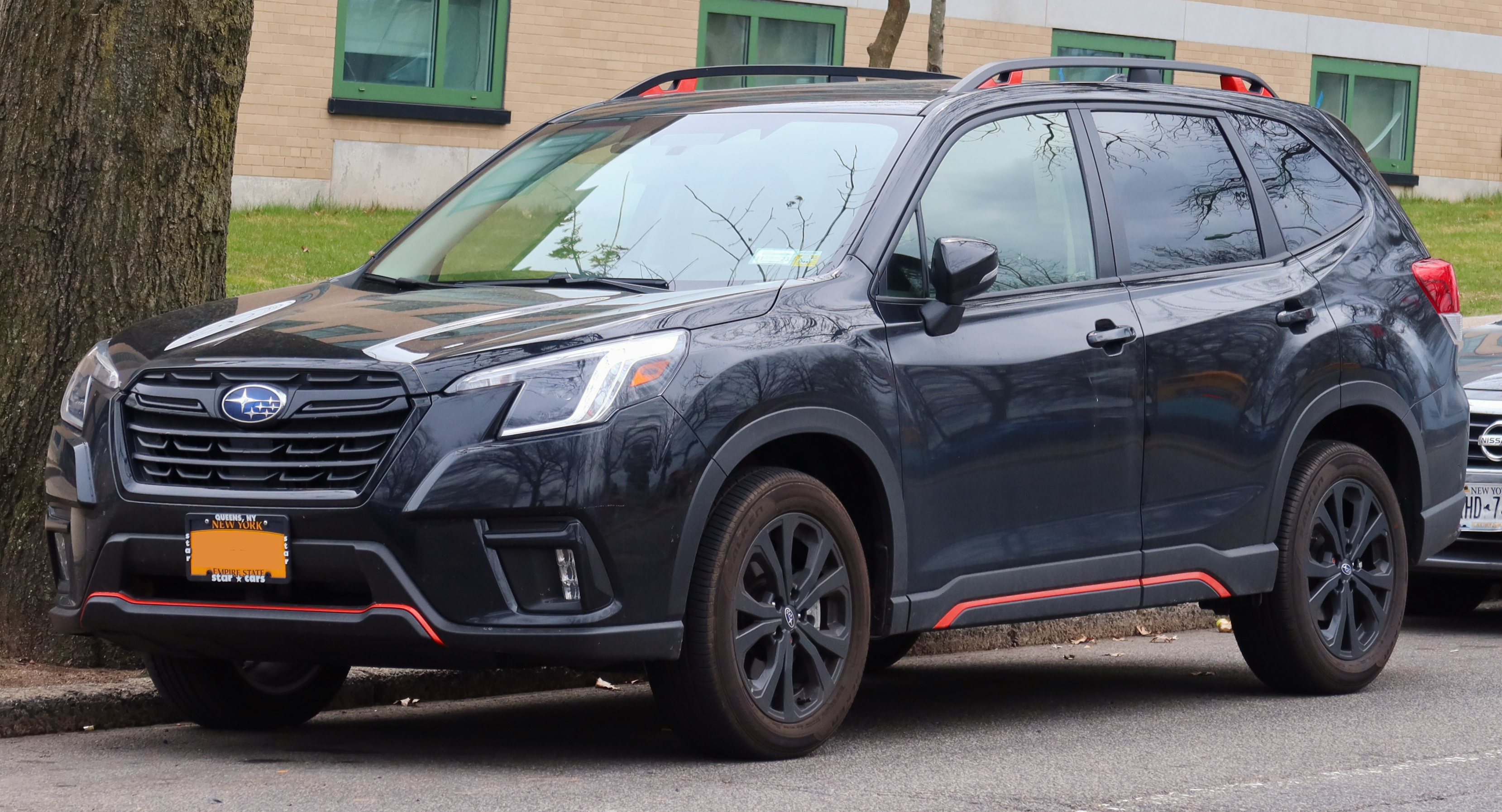
Subaru Forester (seit 2021)
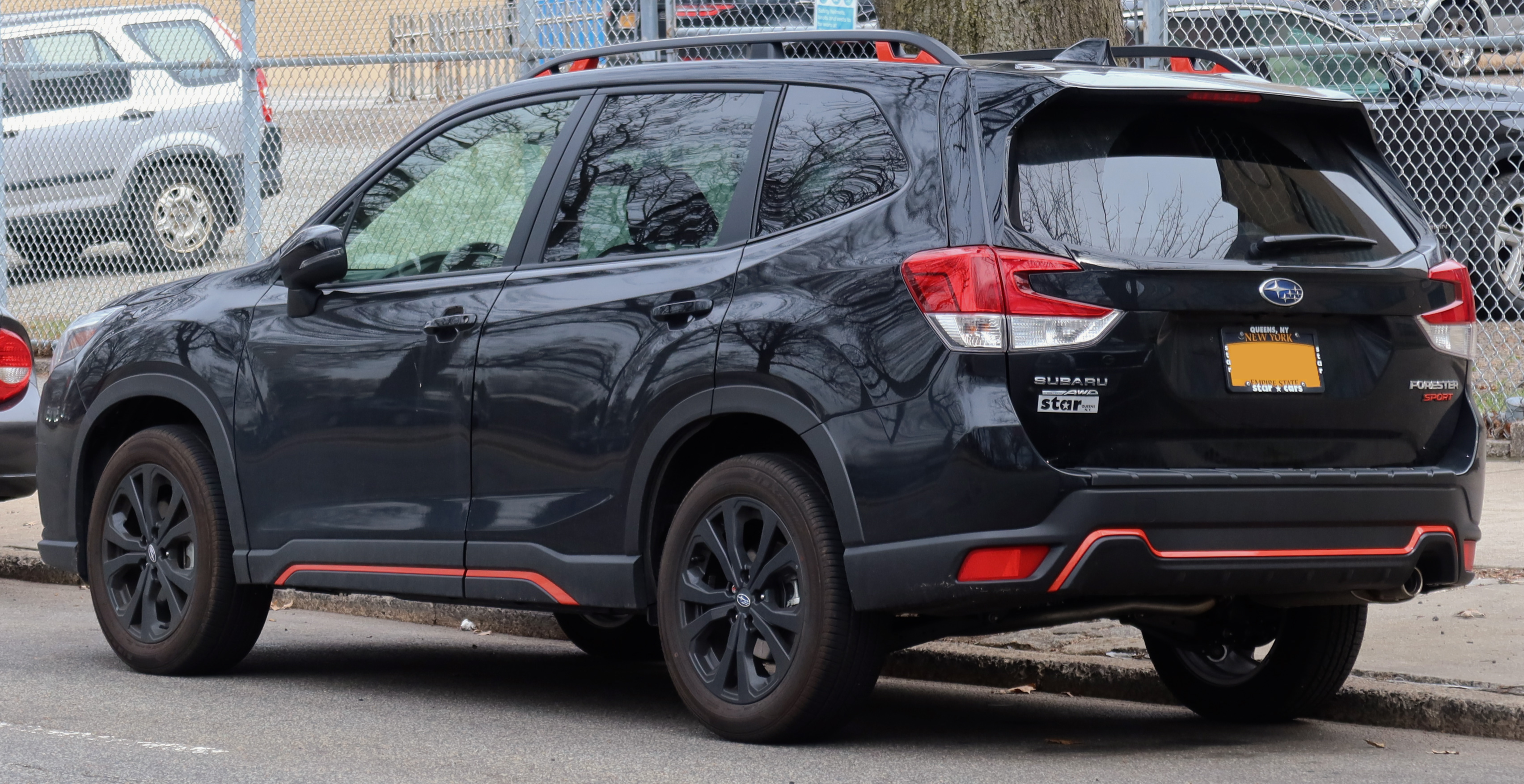
Heckansicht
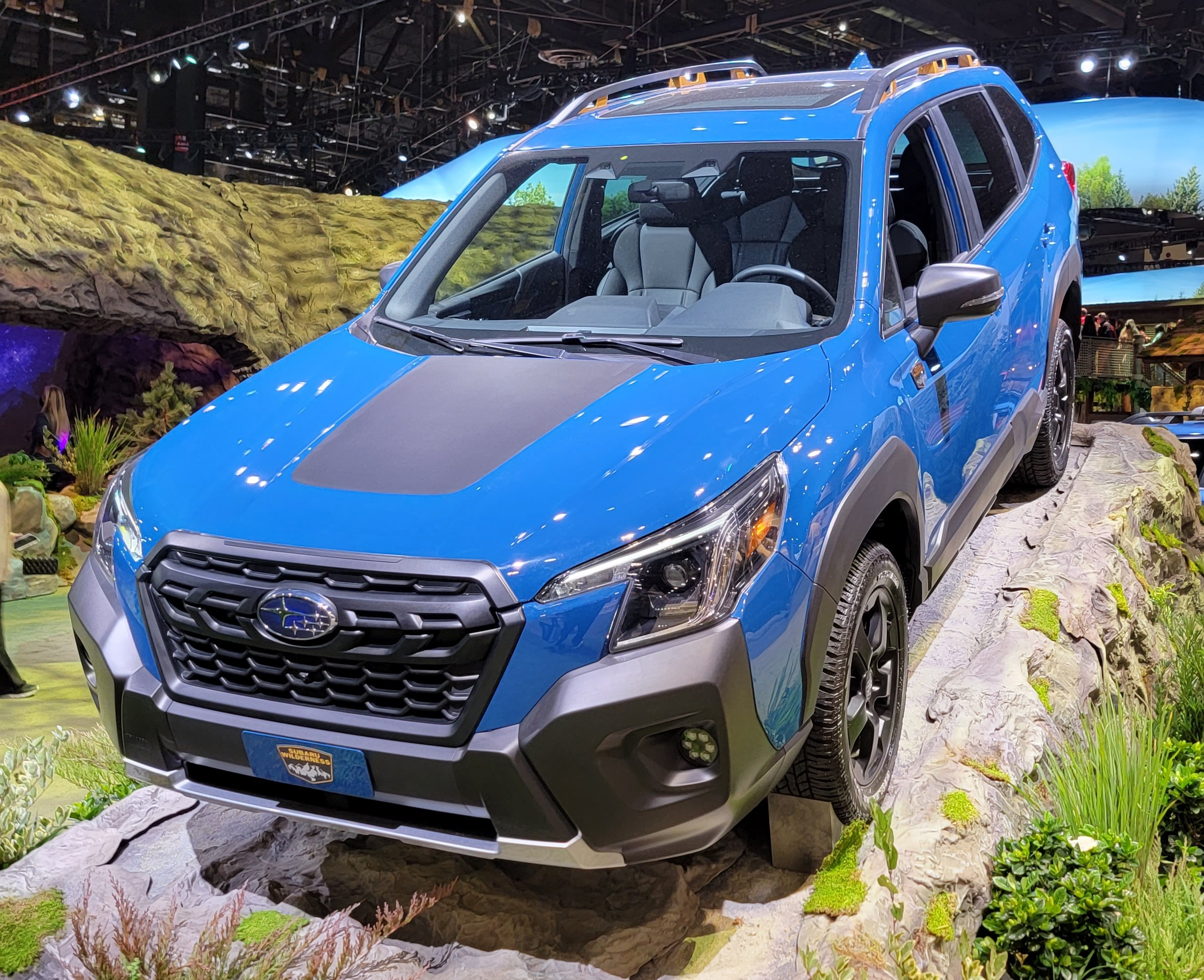
Subaru Forester Wilderness Edition (seit 2021)

### Technische Daten
| Kenngrößen                                  | 1.8 Sport (nicht in Deutschland)  | 2.0i (nicht in Deutschland)                                                     | 2.5i (nicht in Deutschland)                                                     | 2.0 e-Boxer (Deutschland)                                                       |
| Bauzeitraum                                 | seit 2020                         | seit 2018 (in Deutschland seit 10/2019 bestellbar, Auslieferungen seit 01/2020) | seit 2018 (in Deutschland seit 10/2019 bestellbar, Auslieferungen seit 01/2020) | seit 2018 (in Deutschland seit 10/2019 bestellbar, Auslieferungen seit 01/2020) |
| Motorkenndaten                              |                                   |                                                                                 |                                                                                 |                                                                                 |
| Motortyp                                    | Vierzylinder-Boxer-Ottomotor      | Vierzylinder-Boxer-Ottomotor                                                    | Vierzylinder-Boxer-Ottomotor                                                    | Vierzylinder-Boxer-Ottomotor                                                    |
| Gemischaufbereitung                         | Direkteinspritzung                | Direkteinspritzung                                                              | Direkteinspritzung                                                              | Direkteinspritzung                                                              |
| Motoraufladung                              | Turbolader                        | —                                                                               | —                                                                               | —                                                                               |
| Hubraum                                     | 1795 cm³                          | 1995 cm³                                                                        | 2498 cm³                                                                        | 1995 cm³                                                                        |
| max. Leistung                               | 130 kW (177 PS) bei 5200–5600/min | 110 kW (150 PS) bei 6000–6200/min                                               | 136 kW (185 PS) bei 5800/min                                                    | 110 kW (150 PS) bei 5600–6000/min + 12,3 kW (16,7 PS)                           |
| max. Drehmoment                             | 300 Nm bei 1600–3600/min          | 196 Nm bei 4000/min                                                             | 239 Nm bei 4400/min                                                             | 194 Nm bei 4000/min + 66 Nm                                                     |
| Kraftübertragung                            |                                   |                                                                                 |                                                                                 |                                                                                 |
| Antrieb, serienmäßig                        | Allradantrieb                     | Allradantrieb                                                                   | Allradantrieb                                                                   | Allradantrieb                                                                   |
| Getriebe, serienmäßig                       | CVT-Automatikgetriebe             | CVT-Automatikgetriebe                                                           | CVT-Automatikgetriebe                                                           | CVT-Automatikgetriebe                                                           |
| Messwerte                                   |                                   |                                                                                 |                                                                                 |                                                                                 |
| Höchstgeschwindigkeit                       |                                   | 193 km/h                                                                        | 207 km/h                                                                        | 188 km/h                                                                        |
| Beschleunigung von 0–100 km/h               |                                   | 10,3 s                                                                          | 9,5 s                                                                           | 11,8 s                                                                          |
| Kraftstoffverbrauch auf 100 km (kombiniert) | 7,4 l Super                       | 7,2 l Super                                                                     | 7,4 l Super                                                                     | 6,7 l Super                                                                     |
| CO2-Emission (kombiniert)                   |                                   |                                                                                 |                                                                                 | 154 g/km                                                                        |
| Abgasnorm nach EU-Klassifikation            |                                   |                                                                                 |                                                                                 | Euro 6d-ISC-FCM                                                                 |

## Typ SL (seit 2024)
| Sterne im Euro NCAP-Crashtest (2024) |

Die sechste Generation wurde im November 2023 auf der LA Auto Show vorgestellt. Wie die fünfte Generation basiert sie auf der Subaru Global Platform. In den Handel kam die sechste Generation im April 2024 zunächst in Nordamerika. Eine e-Boxer-Variante (Mild-Hybrid) folgte im November 2024 für den europäischen Markt, die Offroad-Variante Wilderness für Nordamerika im Februar 2025. Die Markteinführung in Japan erfolgte im April 2025, auch mit einem von Toyota stammenden Voll-Hybrid-Antrieb.

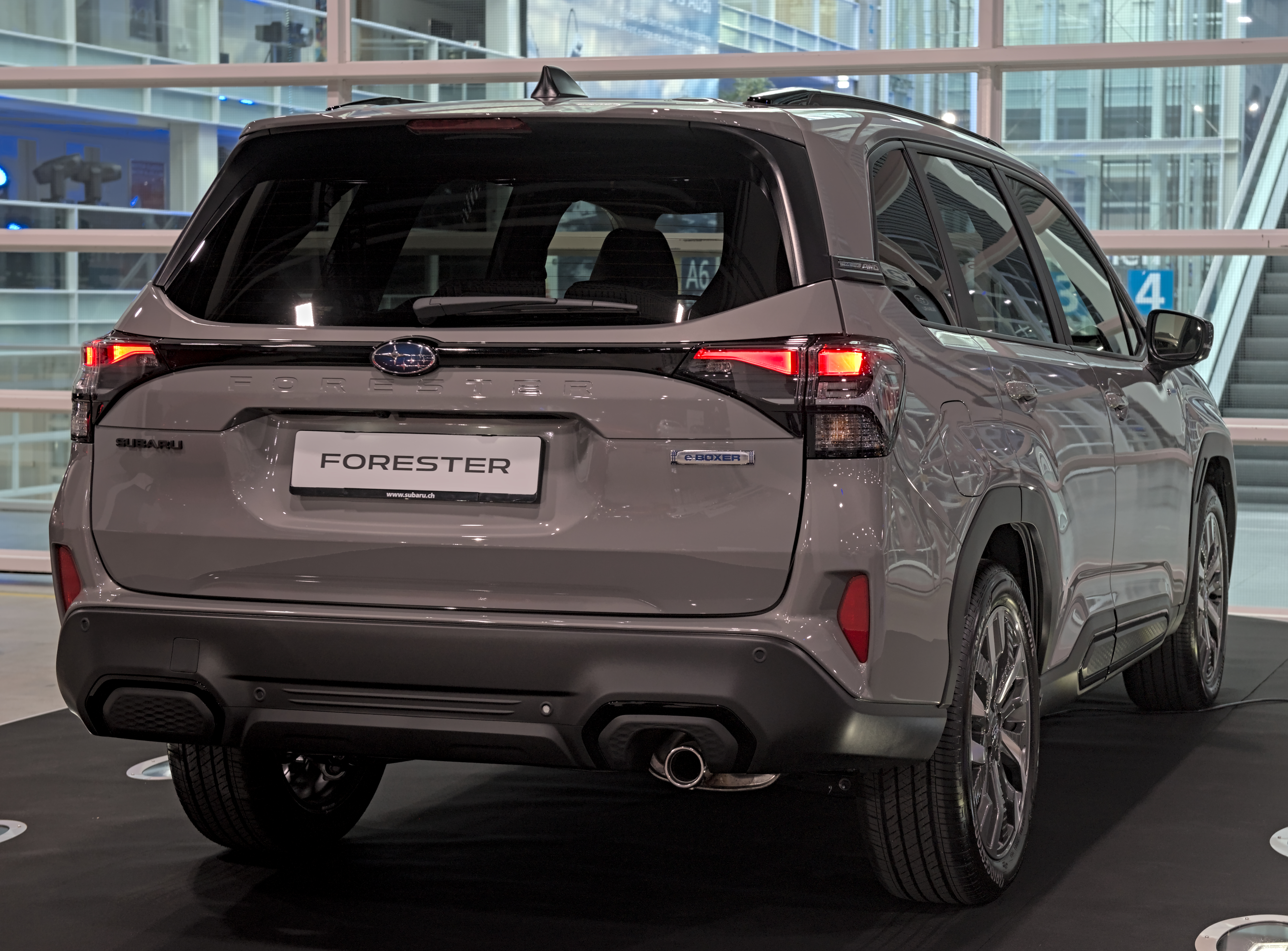
Heckansicht (seit 2024)
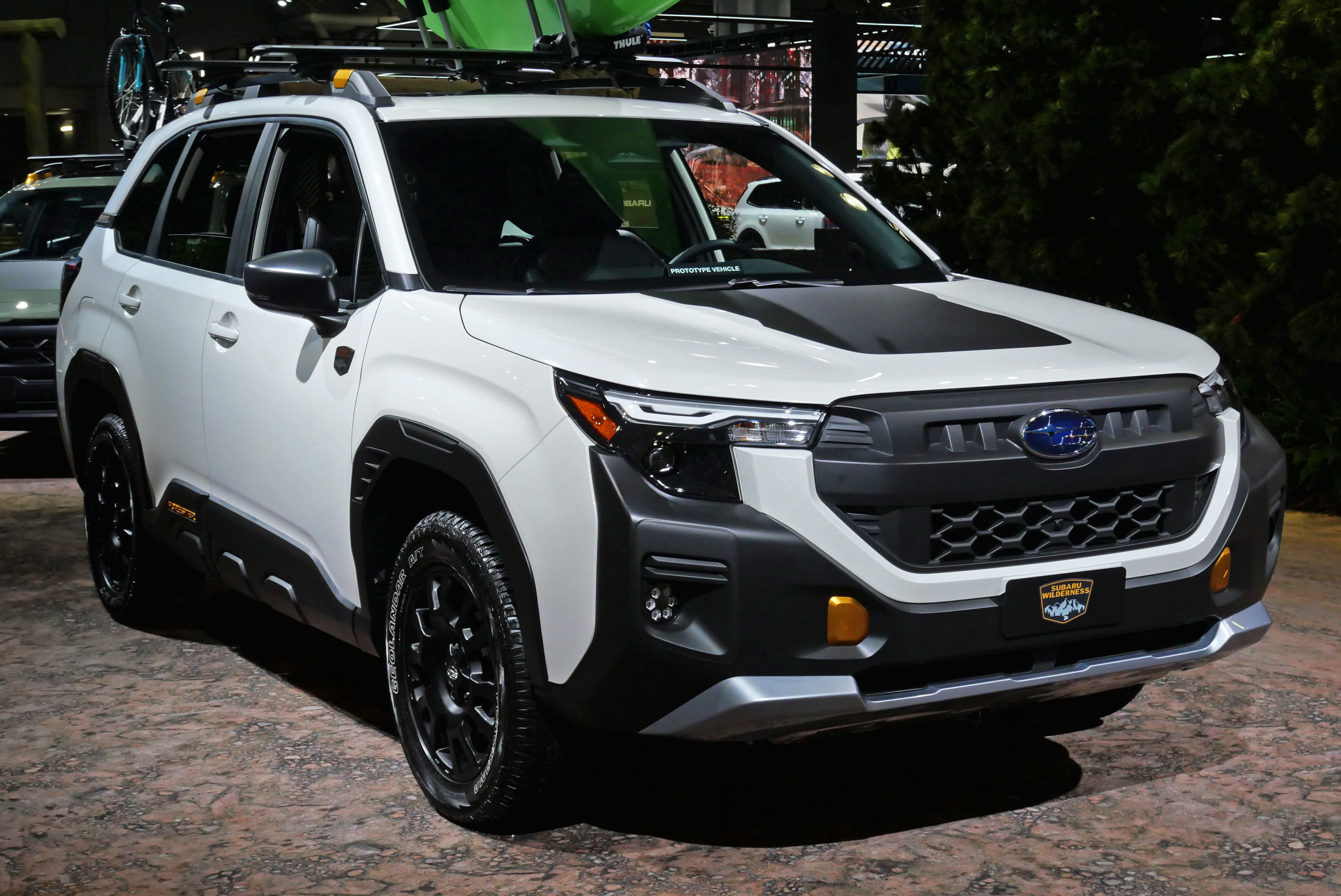
Subaru Forester Wilderness (seit 2025)
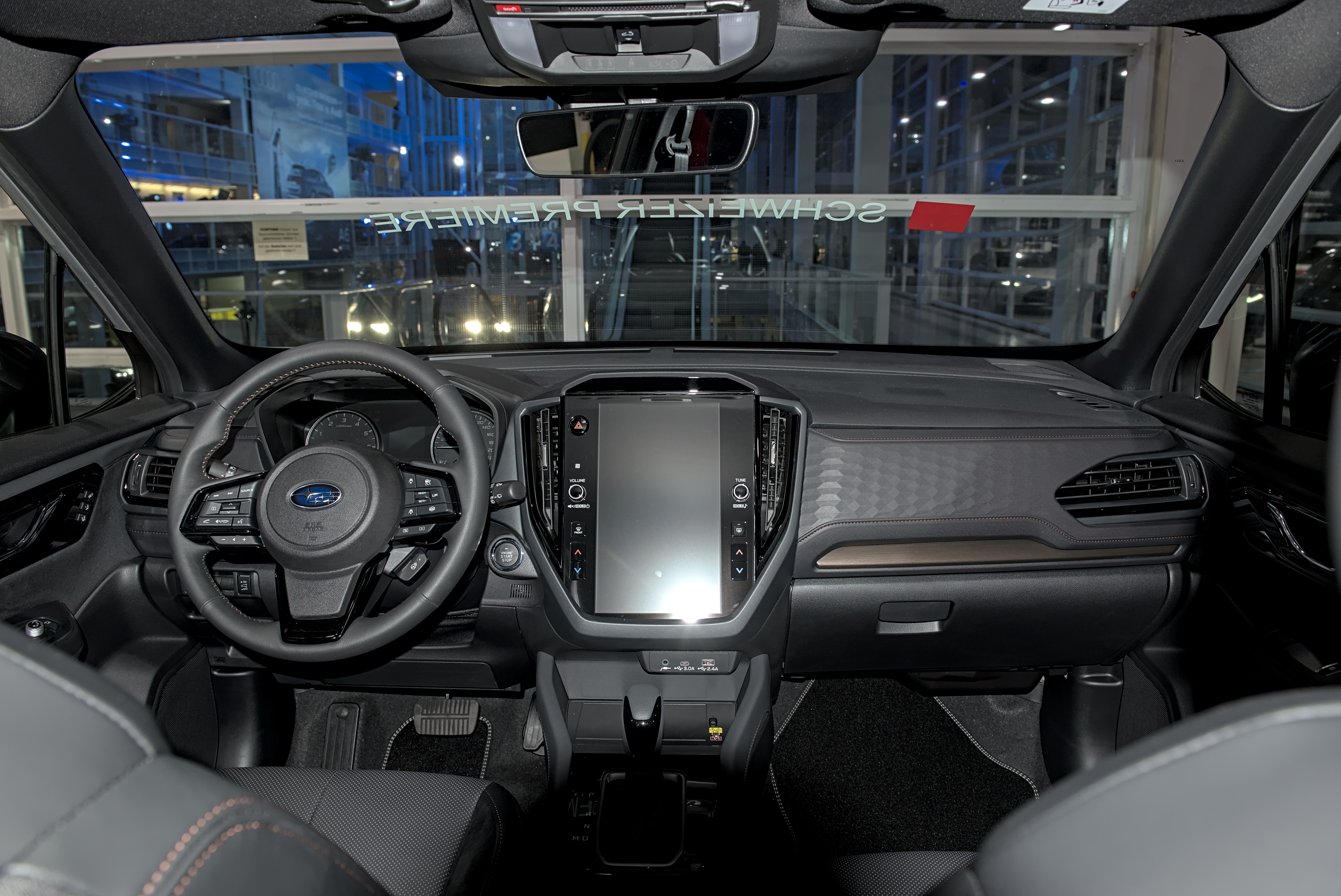
Innenraum

### Technische Daten
| Kenngrößen                                  | 1.8 Turbo (Japan)                 | 2.5i (Nordamerika)           | 2.0i e-Boxer (Europa)        | 2.5 S:HEV (Nordamerika, Japan)            |
| Bauzeitraum                                 | seit 04/2025                      | seit 04/2024                 | seit 11/2024                 | seit 02/2025                              |
| Motorkenndaten                              |                                   |                              |                              |                                           |
| Motortyp                                    | Vierzylinder-Boxer-Ottomotor      | Vierzylinder-Boxer-Ottomotor | Vierzylinder-Boxer-Ottomotor | 4-Zylinder-Boxer-Ottomotor + Elektromotor |
| Gemischaufbereitung                         | Direkteinspritzung                | Direkteinspritzung           | Direkteinspritzung           | Direkteinspritzung                        |
| Motoraufladung                              | Turbolader                        | —                            | —                            | —                                         |
| Hubraum                                     | 1795 cm³                          | 2498 cm³                     | 1995 cm³                     | 2498 cm³                                  |
| max. Leistung Verbrennungsmotor             | 130 kW (177 PS) bei 5200–5600/min | 135 kW (184 PS) bei 5800/min | 100 kW (136 PS) bei 5600/min | 118 kW (160 PS) bei 5600/min              |
| max. Leistung Elektromotor                  | —                                 | —                            | 12,3 kW (16,7 PS)            | 88 kW (120 PS)                            |
| max. Drehmoment Verbrennungsmotor           | 300 Nm bei 1600–3600/min          | 241 Nm bei 3700/min          | 182 Nm bei 4000/min          | 209 Nm bei 4000–4400/min                  |
| max. Drehmoment Elektromotor                | —                                 | —                            | 66 Nm                        | 270 Nm                                    |
| Kraftübertragung                            |                                   |                              |                              |                                           |
| Antrieb, serienmäßig                        | Allradantrieb                     | Allradantrieb                | Allradantrieb                | Allradantrieb                             |
| Getriebe, serienmäßig                       | CVT-Automatikgetriebe             | CVT-Automatikgetriebe        | CVT-Automatikgetriebe        | CVT-Automatikgetriebe                     |
| Messwerte                                   |                                   |                              |                              |                                           |
| Höchstgeschwindigkeit                       | k. A.                             | 204 km/h                     | 188 km/h                     | k. A.                                     |
| Beschleunigung von 0–100 km/h               | k. A.                             | 9,4 s                        | 12,2 s                       | k. A.                                     |
| Kraftstoffverbrauch auf 100 km (kombiniert) | 7,4 l Super                       | k. A.                        | 8,1 l Super                  | 5,3–5,4 l Super                           |
| CO2-Emission (kombiniert)                   | k. A.                             | k. A.                        | 183 g/km                     | k. A.                                     |
| Abgasnorm nach EU-Klassifikation            | k. A.                             | SULEV30                      | Euro 6e                      | k. A.                                     |

## Auszeichnungen
- 2009: Top Safety Pick 2010[18]